# Montescaglioso
Montescaglioso (AFI: [monteskaʎˈʎoːso]) è un comune italiano di 9 188 abitanti della provincia di Matera in Basilicata.
Importante centro storico-culturale, vi sono quattro complessi monastici, tra i quali spicca l'abbazia di San Michele Arcangelo.
A livello culturale è da menzionare il Carnevale, uno dei più importanti nella regione, la cui prima attestazione ufficiale risale al 7 febbraio 1638 oltre al culto religioso e devozionale verso il santo patrono della cittadina Rocco di Montpellier, il cui patronato risale al 1684.
Il 9 gennaio 2004, con decreto del presidente della Repubblica, Carlo Azeglio Ciampi, Montescaglioso ha ricevuto il titolo onorifico di città.

## Geografia fisica

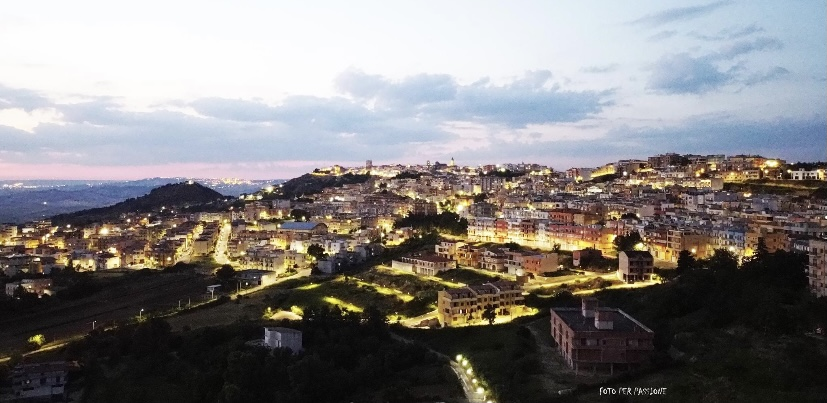
Panorama serale

### Territorio
Il territorio di Montescaglioso, così come quello di Matera, ricade in un'area archeologica, storica e naturale, il parco della Murgia Materana, che comprende circa 8000 ha di cui circa 3500 ha appartenenti al comune montese.
La città sorge su un rilievo collinare a 352 m s.l.m. nell'estrema parte centro-orientale della provincia di Matera al confine con la parte sud-occidentale della città metropolitana di Bari e la parte nord-occidentale della provincia di Taranto e si estende per 176 km². Confina a nord-est con Matera (18 km), a est con Ginosa (TA) (13 km), a sud-ovest con Pomarico (17 km) e Miglionico (25 km) a sud con Pisticci (43 km) e sud-est con Bernalda (24 km).
Tutto il complesso collinare ha un'altitudine compresa tra i 16 e i 365 metri sul livello del mare ed è delimitato a sud-ovest dal fiume Bradano e a nord-est dal torrente Gravina, evidenziando la biodiversità di un paesaggio che passa dalla Murgia calcarea ai calanchi argillosi.
- Classificazione sismica: zona 3 (sismicità bassa) Ordinanza PCM n. 3274 del 20/03/2003[20]

### Clima
La stazione meteorologica più vicina è quella di Matera. Il clima del territorio montese è quello della media collina materana, caratterizzato da estati calde e inverni freddi, con precipitazioni medie intorno ai 600 mm annui.
| Matera             | Mesi | Mesi | Mesi | Mesi | Mesi | Mesi | Mesi | Mesi | Mesi | Mesi | Mesi | Mesi | Stagioni | Stagioni | Stagioni | Stagioni | Anno |
| Matera             | Gen  | Feb  | Mar  | Apr  | Mag  | Giu  | Lug  | Ago  | Set  | Ott  | Nov  | Dic  | Inv      | Pri      | Est      | Aut      | Anno |
| ------------------ | ---- | ---- | ---- | ---- | ---- | ---- | ---- | ---- | ---- | ---- | ---- | ---- | -------- | -------- | -------- | -------- | ---- |
| T. max. media (°C) | 9,1  | 10,2 | 12,8 | 17,1 | 21,9 | 27,2 | 30,5 | 31,3 | 26,7 | 20,3 | 15,1 | 11,6 | 10,3     | 17,3     | 29,7     | 20,7     | 19,5 |
| T. min. media (°C) | 2,9  | 2,9  | 5,1  | 8,0  | 11,7 | 15,8 | 18,4 | 19,0 | 16,0 | 11,7 | 8,3  | 5,2  | 3,7      | 8,3      | 17,7     | 12,0     | 10,4 |

- Classificazione climatica: zona D, 1597 GG[22][23]

## Origini del nome
Nell'alto medioevo era chiamata Civitas Severiana, come riportato da alcuni diplomi, probabilmente perché venne edificata da Alessandro Severo, anche se viene smentito dal Giustiniani e, successivamente, dal Zuccagni. Comunque, successivamente mutò in Mons Scabiosus, traducibile come "Monte Scabbioso", in riferimento all'aspetto brullo e aspro del territorio, oppure in Mons Caveosus, traducibile come "Monte Caveoso, ricco di caverne".

## Storia

### Le origini
I primi insediamenti nel territorio di Montescaglioso risalgono al VII secolo a.C., come testimoniano gli importanti reperti archeologici (tombe e vasi attici e apuli) ritrovati sulle colline circostanti il fiume Bradano e precisamente a Cozzo Presepe, Difesa S. Biagio, Contrada Pagliarone.
L'insediamento più vasto e importante corrisponde, però, all'attuale centro abitato di Montescaglioso ove lentamente, dopo i secoli IV e III a.C., si trasferirono le popolazioni precedentemente insediatesi negli altri piccoli centri.

L'intera area montese, strettamente collegata alla città magnogreca di Metaponto (fondata da coloni greci a metà del VII secolo a.C. in prossimità della foce del fiume Bradano), vive di intensi scambi e contatti con i centri greci della costa ionica. A testimonianza di questo intenso scambio economico-culturale tra i due centri vi sono importanti reperti archeologici come alcuni corredi funerari ritrovati nel territorio montese.
Con la decadenza di Metaponto in epoca romana ed il progressivo insabbiamento del porto della città greca, Montescaglioso assunse un ruolo sempre più importante nel territorio circostante. È probabile, infatti, che una parte della popolazione di Metaponto, costretta ad abbandonare la città e a disperdersi negli abitati limitrofi dopo essersi schierata con Annibale nel 207 a.C. durante la seconda guerra punica, si sia trasferita a Montescaglioso.
Le ricerche archeologiche degli ultimi decenni hanno evidenziato la presenza nel centro storico montese di resti di strade risalenti al periodo ellenico, a dimostrazione del fatto che il primo insediamento umano nel territorio di Montescaglioso doveva sorgere pressappoco nelle aree circostanti l'Abbazia benedettina di San Michele Arcangelo.
Nella stessa abbazia, nel 1991, è stata scoperta una ricca necropoli che attesta la presenza di una potente élite locale.
Più a valle, in località Porta Schiavoni, sono venuti alla luce tratti imponenti di una cinta muraria risalente al III secolo a.C. e costruita con imponenti blocchi di tufo posti in opera a secco.

### Età antica

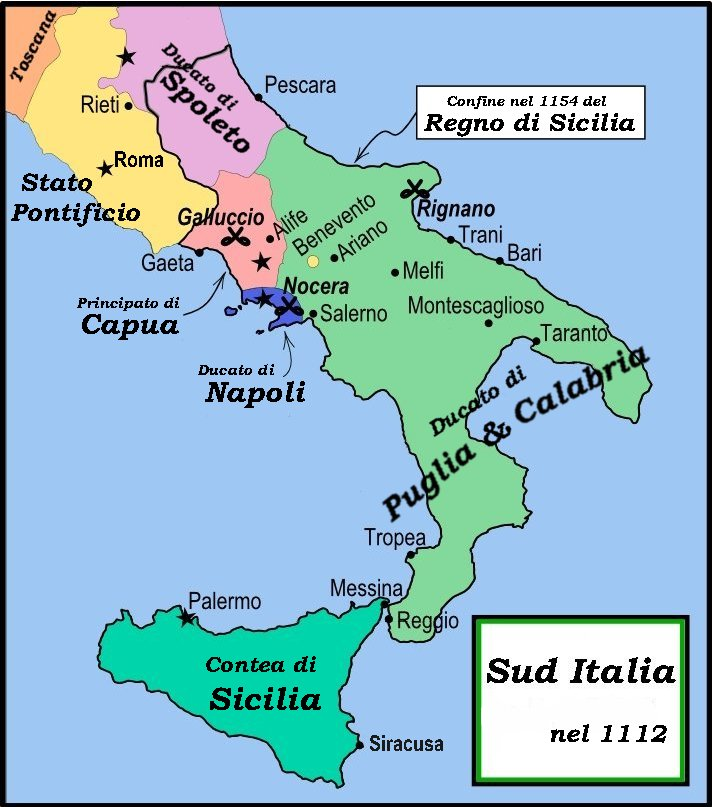
Sud Italia nel 1112.

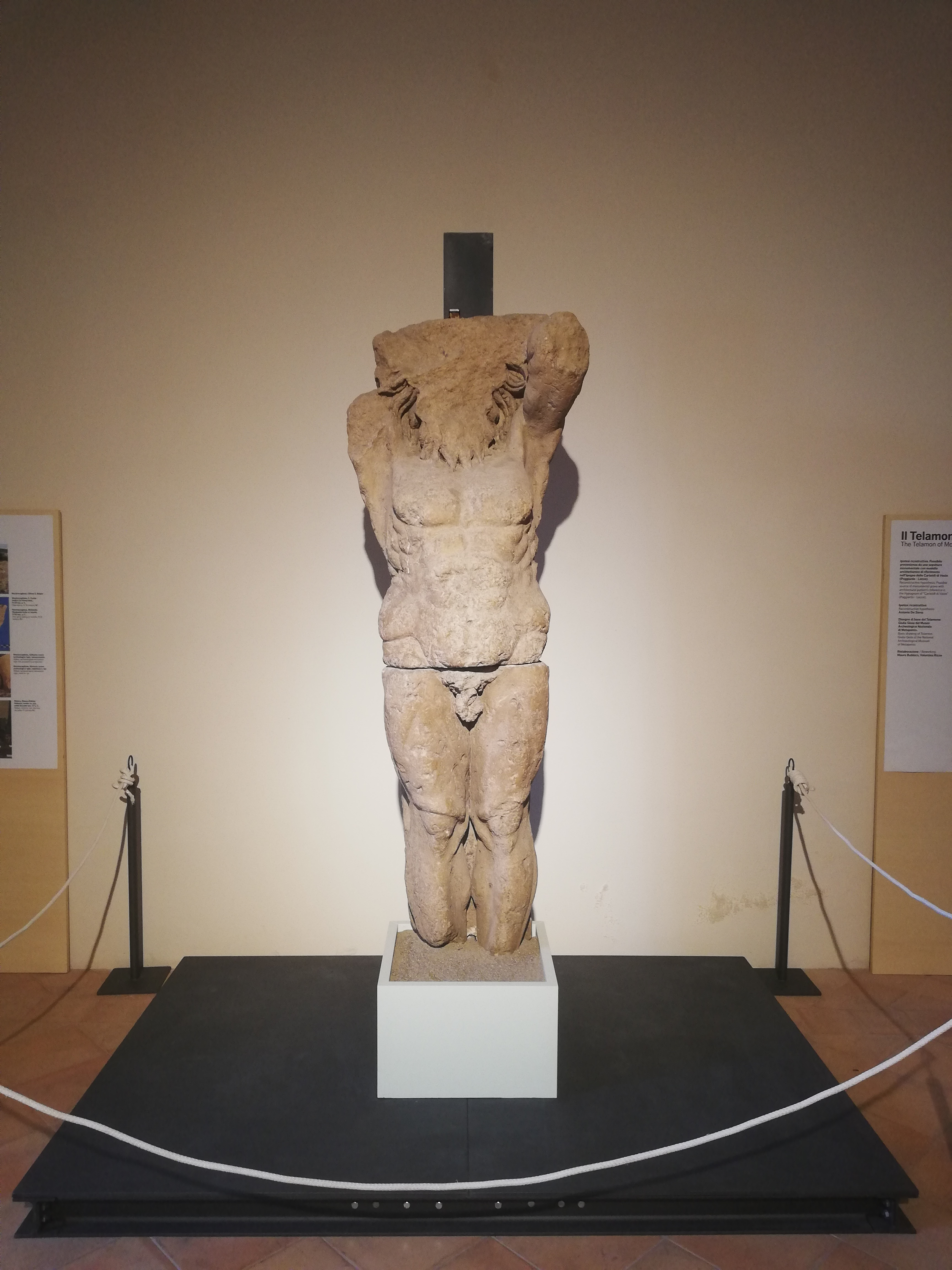
Telamone databile ai secoli III-II a.C.

Alla fase romana della città appartiene un mosaico che attesta la presenza a Montescaglioso di una magistratura repubblicana e di un grande edificio pubblico. Inoltre presso l'Abbazia di San Michele Arcangelo è possibile ammirare un telamone in tufo proveniente da un altro palazzo pubblico di Montescaglioso. Questa opera è stata conservata nel museo nazionale della Magna Grecia di Reggio Calabria, fino al 2015, anno in cui è ritornata a Montescaglioso.
Nel territorio montese gli archeologi hanno ritrovato i resti di un centro abitato a Difesa San Biagio del quale sono note le necropoli, alcuni impianti produttivi e parte del tessuto urbano. Nell'abitato di Cozzo Presepe si riconosce l'andamento di tratti della cinta muraria con i resti di una porta.
In contrada Pagliarone sono state invece rintracciate numerose sepolture. Nella fase storica imperiale e tardo imperiale è probabile che il paese abbia conosciuto una lunga fase di decadenza e spopolamento determinata dalla nuova organizzazione del territorio imposta dai Romani incentrata essenzialmente sul latifondo. Nuove testimonianze della città compaiono solo nell'altomedioevo.

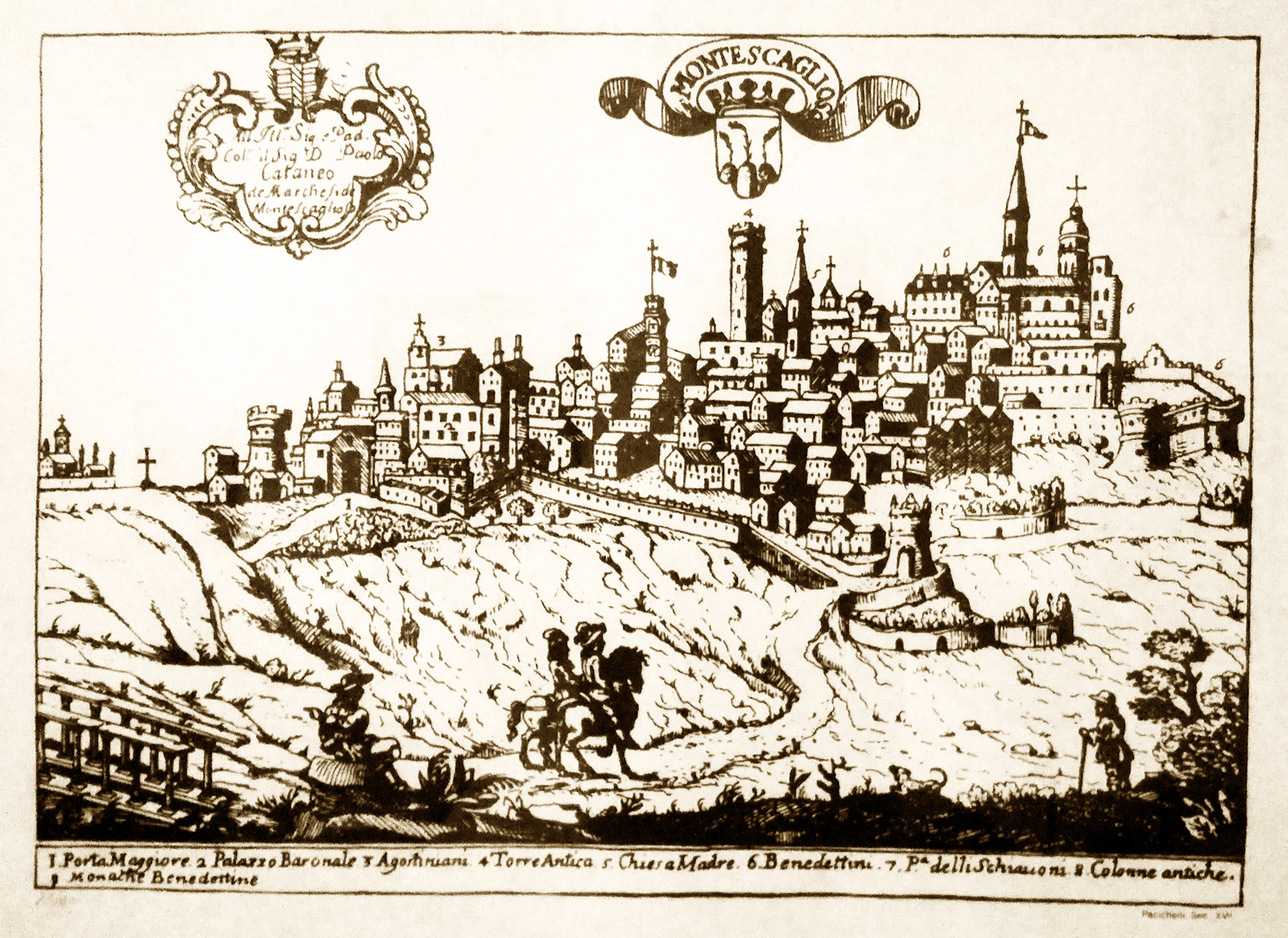
Illustrazione di Montescaglioso nel XVII secolo (Pacichelli)

Divenuta roccaforte bizantina, dopo il 1000 fu conquistata dai Normanni, prima direttamente in sorte a Roberto il Guiscardo e poi, dopo varie vicissitudini, a Roberto di Montescaglioso unitamente al feudo di Tricarico. Successivamente accolse un'importante comunità benedettina con il conte normanno Rodolfo Maccabeo. In seguito Federico II l'assegnò a Manfredi. Sotto gli Angioini e gli Aragonesi fu feudo di vari signori fra cui i del Balzo, in particolare si deve a Pirro del Balzo l'ampliamento e la ristrutturazione dell'Abbazia di San Michele Arcangelo. 
Successivamente i d'Avalos, Orsini, Loffredo, Grillo e Cattaneo.

### Età contemporanea
Fin dall'inizio del XX secolo il paese conobbe la presenza del Partito Socialista Italiano, rispettando in tal senso la tendenza lucana che nei primi anni del Novecento vide attecchire gli ideali legati all'internazionalismo proletario di stampo marxista.
L'attività del PSI è documentabile a Montescaglioso fino al 1921, anno in cui la sezione venne data alle fiamme dai mazzieri del deputato locale, Francesco D'Alessio. Nonostante il regime fascista, e nonostante il paese ospitasse la vedetta della Marina Militare, l'attività dei partiti antifascisti è sempre stata attiva e ciò è testimoniato dal fatto che all'annuncio dell'arresto di Benito Mussolini, avvenuto il 25 luglio 1943 in seguito all'approvazione da parte del Gran consiglio del fascismo della mozione di sfiducia proposta da Dino Grandi, la popolazione del paese reagì con violente manifestazioni contro il podestà Francesco Locantore fino a giungere, il 19 settembre, alla sua uccisione, benché vi fossero in paese le truppe canadesi arrivate quello stesso giorno.
Subito dopo la caduta del regime l'attività politica del paese riprese con vigore e tornarono a farsi sentire quei malumori presenti da sempre nell'animo dei cittadini, legati alle usurpazioni delle terre demaniali e alla presenza del latifondo con i suoi rapporti di produzione basati sui soprusi.

Il montese Carlo Salinari assieme a Luigi Longo, a Milano nel 1976

Già nel 1945 duemila persone tra braccianti, contadini e disoccupati legati al mondo agricolo andarono ad occupare i feudi del proprietario La Cava, nelle contrade di Tre Confini e della Dogana. I rivoltosi sequestrarono il commissario prefettizio Manzo, che era alla guida del comune di Montescaglioso, lo misero in groppa a un asino e lo portarono con loro, chiedendo la sua opera di mediazione con le forze dell'ordine giunte sul posto, al fine di far ottenere i terreni ai contadini. L'occupazione causò l'arresto di 21 persone.
L'anno seguente, nelle elezioni amministrative tenutesi nel mese di aprile, il comune di Montescaglioso fu conquistato dal Partito Comunista d'Italia, caso più unico che raro, in quanto gran parte del Mezzogiorno, legato alle istanze della conservazione, vide la schiacciante vincita della Democrazia Cristiana.
Un anno fondamentale nella storia di Montescaglioso è sicuramente il 1947. In quell'anno, infatti, le rivendicazioni dei contadini cominciarono ad assumere la concretezza che si sarebbe palesata due anni dopo. Nel mese di dicembre del 1947 si tenne a Pozzuoli, nei capannoni dell'Ansaldo, il Congresso democratico del Mezzogiorno. I delegati lucani furono 537, cinquanta dei quali erano cittadini di Montescaglioso.
I contadini montesi ritornarono da Pozzuoli pieni di speranze e decisi a dare il colpo decisivo al sistema latifondistico.
Altri ha voluto che fosse fondata da Alessandro Severo sulle rovine di Metaponto, perché in alcuni diplomi è denominata Civitas Severiana; ma ciò non basta a stabilirne quella vantata antichità. Ebbe Montescaglioso largizioni e privilegi, confermati poi
dal mentovato Federigo e dal Viceré Pietro di Toledo; fu posseduto per legato paterno dallo svevo Manfredi quando era Principe di Taranto, e nel 1458 da Pirro del Balzo.
Pervenuto a Federigo secondogenito del Re Ferrante, egli lo vendé a Federigo Grisone, da cui per diversi contratti giunse in potere dell'ultimo feudatario Cattaneo. Vasta è la chiesa parrocchiale di Montescaglioso, ove sono altre chiese di mediocre struttura. Dei tre monasteri che vi si vedono, rinomatissimo per donazioni e per privilegi fu quello dei Cassinensi, ampio e fornito di bella chiesa, con doppio chiostro, doppio cenacolo, vasti e lunghi dormitori e molte sale. Miglionico e Pomarico appartengono a questo circondario. [...]
L'anno 1948 vide la cittadinanza montese intensamente impegnata a preparare lo scontro elettorale del 18 aprile, da cui sarebbe scaturito il primo parlamento dell'Italia repubblicana. In occasione delle elezioni tornò in paese Carlo Salinari (capo dei GAP e conosciuto come il compagno Spartaco), noto sia come grande letterato e sia per aver organizzato l'attentato di via Rasella (attentato che causò la rappresaglia tedesca consumatasi alle Fosse Ardeatine). Il contributo dei comunisti di Montescaglioso non servì ad impedire la schiacciante vittoria della DC, che nei suoi comizi aveva promesso alla cittadinanza la risoluzione del problema della terra.
Pur delusi dalla sconfitta, i partiti di sinistra non smisero di organizzare le masse anzi, cacciati all'opposizione, decisero che era davvero giunto il momento per abbattere il sistema di potere basato sul grande padronato.
L'anno decisivo nella storia di Montescaglioso è il 1949. Nel mese di dicembre di quell'anno si concretizzò sia la rivolta dei contadini, che cambiarono strategia passando dalle occupazioni simboliche ad occupazioni vere e proprie con l'obiettivo di prendere il possesso dei terreni, sia la violenta repressione condotta contro i contadini dai celerini di Mario Scelba (Ministro dell'Interno nel Governo De Gasperi IV).
Montescaglioso viene ricordato, infatti, insieme a Melissa e Torremaggiore, come il paese in cui la repressione assunse i toni più violenti.

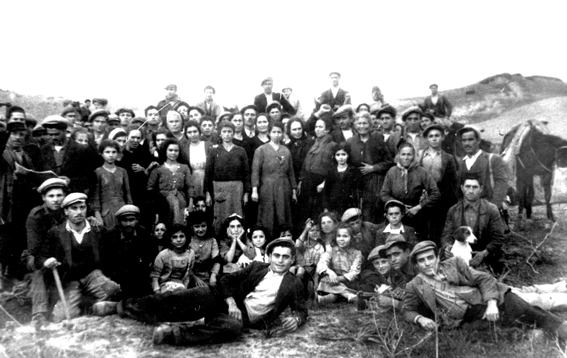
I contadini montesi durante l'occupazione.

Le occupazioni delle terre che cominciarono il 7 dicembre 1949, nonostante un iniziale e timido tentativo di contenimento da parte delle forze dell'ordine, proseguirono per una settimana senza incontrare alcuna opposizione. Nel racconto dei testimoni si parla di “calma apparente” in quanto nell'aria era percepibile una certa tensione, le forze dell'ordine aspettavano il momento giusto per porre fine alle proteste popolari.
Nella notte fra il 13 ed il 14 dicembre, dopo che in paese era calato il buio a causa dell'interruzione della fornitura di energia elettrica, decine di celerini venuti da Matera e Bari (questi ultimi erano meglio conosciuti come “Battaglione Pugile”) arrivarono in paese per effettuare alcuni arresti.
Senza alcun rispetto dei diritti tutelati dalla giovane Costituzione repubblicana, i celerini arrestarono alcuni contadini, tra cui tre donne, Anna Avena, Marianna Menzano e Nunzia Suglia. Il silenzio di quella gelida notte fu rotto dai pianti dei bambini e dalle urla di protesta della popolazione che si riversò nelle strade del paese: l'obiettivo era assediare la caserma dei carabinieri ed invocare la liberazione degli arrestati. Mentre i contadini erano fermi lungo Corso Repubblica, sopraggiunse una motocicletta con in sella due carabinieri: Rosario Panebianco e Vittorio Conte. Questi volevano raggiungere la caserma ma, una volta incontrata la folla, cercarono di fare inversione e scivolarono sul viscido manto stradale. Impauriti, i celerini impugnarono le armi di ordinanza e spararono sulla folla ferendo Michele Oliva e Giuseppe Novello che morì tre giorni dopo a causa delle ferite riportate.
In seguito ai tragici avvenimenti fu celebrato un processo che si rivelò una farsa fin dalle sue prime udienze, in quanto la linea del Governo De Gasperi, che trovava un forte appoggio nei grandi proprietari latifondisti, fu quella di insabbiare i fatti ed addebitare le colpe alle popolazioni disagiate.
Comunque i contadini, sconfitti dalla magistratura, ottennero un anno dopo una (seppur minima) conquista grazie all'approvazione della Legge Stralcio che aveva l'obiettivo di concretizzare i principi costituzionali sanciti negli articoli 42 e 44, riguardanti l'utilità sociale della proprietà privata e la previsione di espropri ai fini di una più equa distribuzione della proprietà fondiaria.

### Simboli
Lo stemma rappresenta tre monti verdi allineati, sovrastati ognuno da una spiga di grano. È evidente il riferimento al territorio montuoso e al frumento che si coltivava con molta difficoltà, a causa del terreno aspro e brullo. Infatti un antico stemma municipale, probabilmente tra i primi, rappresenta le tre montagne trapassate da crepe e le spighe rinsecchite, oltre che lo scudo accartocciato.
- Blasonatura stemma:

L'attuale stemma del comune di Montescaglioso è stato concesso con decreto del capo del governo del 14 aprile 1937.
- Blasonatura gonfalone:

L'attuale gonfalone del comune di Montescaglioso è stato concesso con Decreto del presidente della Repubblica del 21 dicembre 1974.

### Onorificenze
Il comune di Montescaglioso si fregia del titolo di città ottenuto con D.P.R. Carlo Azeglio Ciampi, del 9 gennaio 2004

## Monumenti e luoghi d'interesse

### Architetture religiose

#### La chiesa madre

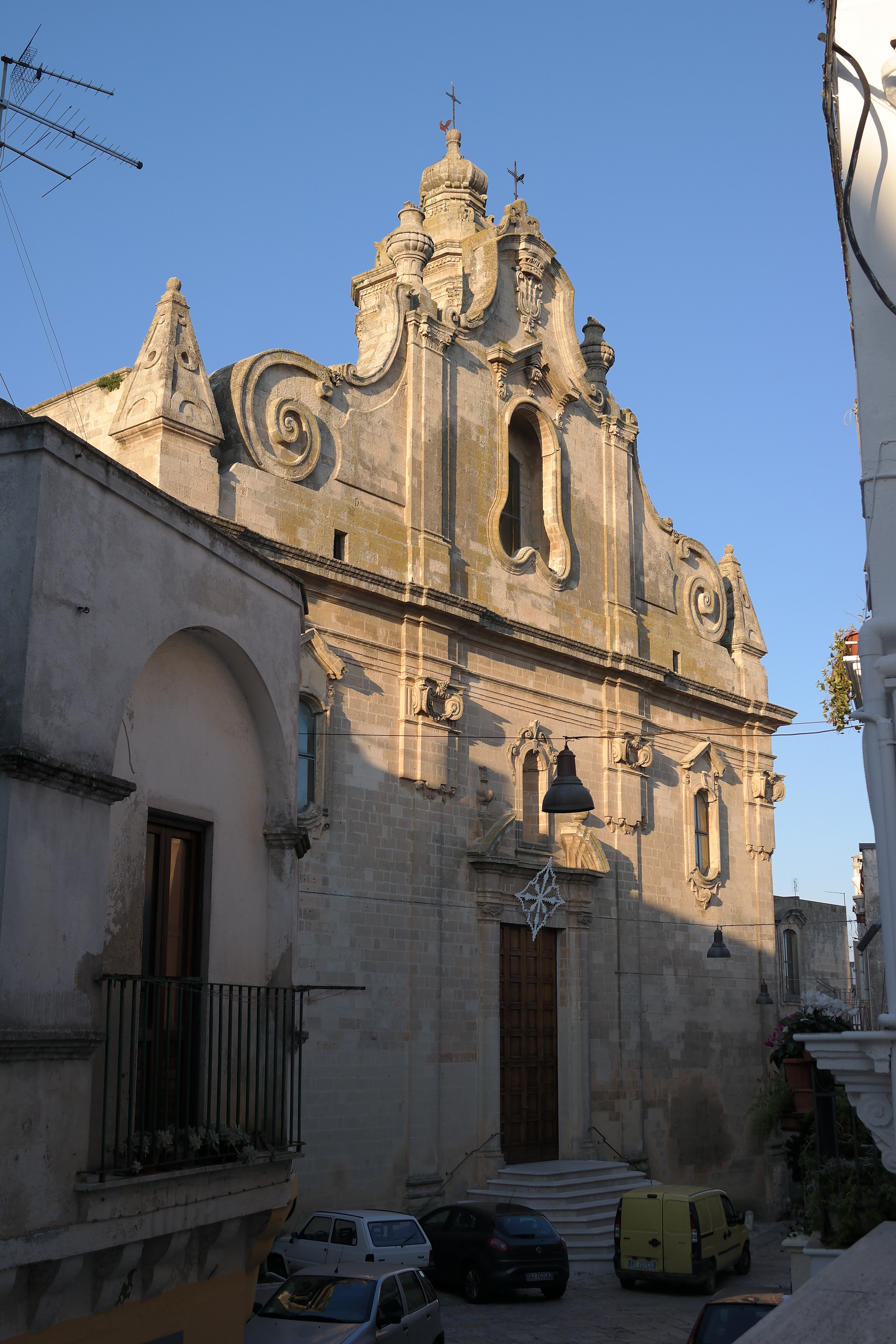
Chiesa madre

La chiesa madre è intitolata a san Pietro e san Paolo.
Dell'originaria fondazione medioevale non resta traccia in quanto fu riedificata a partire dal 1776 e rifatta in stile tardo barocco. Si accede da un grande portale e si presenta a tre navate. Mostra uno splendido ed imponente altare barocco e una balaustra in marmo donati dal Capitolo di Siena durante l'epoca napoleonica. Anche gli altri altari sono in marmi policromi. La cupola del presbiterio è decorata con altorilievi in stucchi dei quattro evangelisti.
Custodisce nelle navate laterali quattro tele di Mattia Preti: Nozze di Cana, cena in casa Levi, adorazione dei magi, Natività. I dipinti furono acquistati a Napoli e donati dal marchese Ferdinando Cattaneo alla chiesa parrocchiale agli inizi dell'Ottocento. Le altre tele custodite sono firmate da Giovanni Donadio, di scuola veneziana.
Fanno parte dell'arredo artistico della chiesa un organo della fine del Settecento, proveniente dal monastero benedettino femminile, e la cantoria, di inizio Ottocento, in legno decorato e dipinto raffigurante lo stemma del Comune. Ci sono pure due acquasantiere in marmo policromo ad intarsio, finemente scolpite. Il battistero e il lavabo provengono dall'abbazia benedettina di San Michele Arcangelo. Nella sacrestia è conservata una piccola tela che raffigura la Madonna col Bambino risalente al Quattrocento. È la prima parrocchia della città montese.

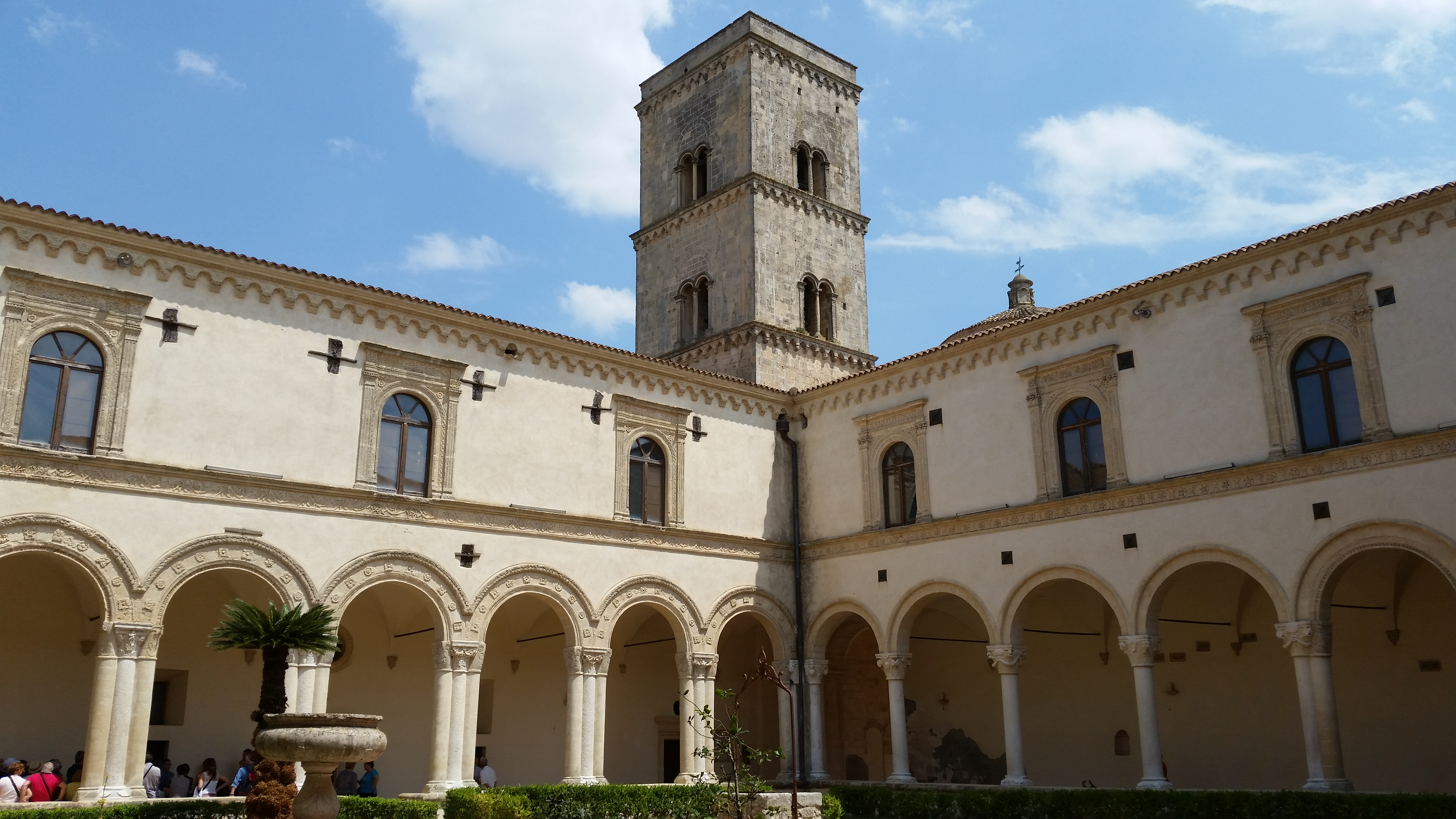
Vista primo cortile dell'abbazia.

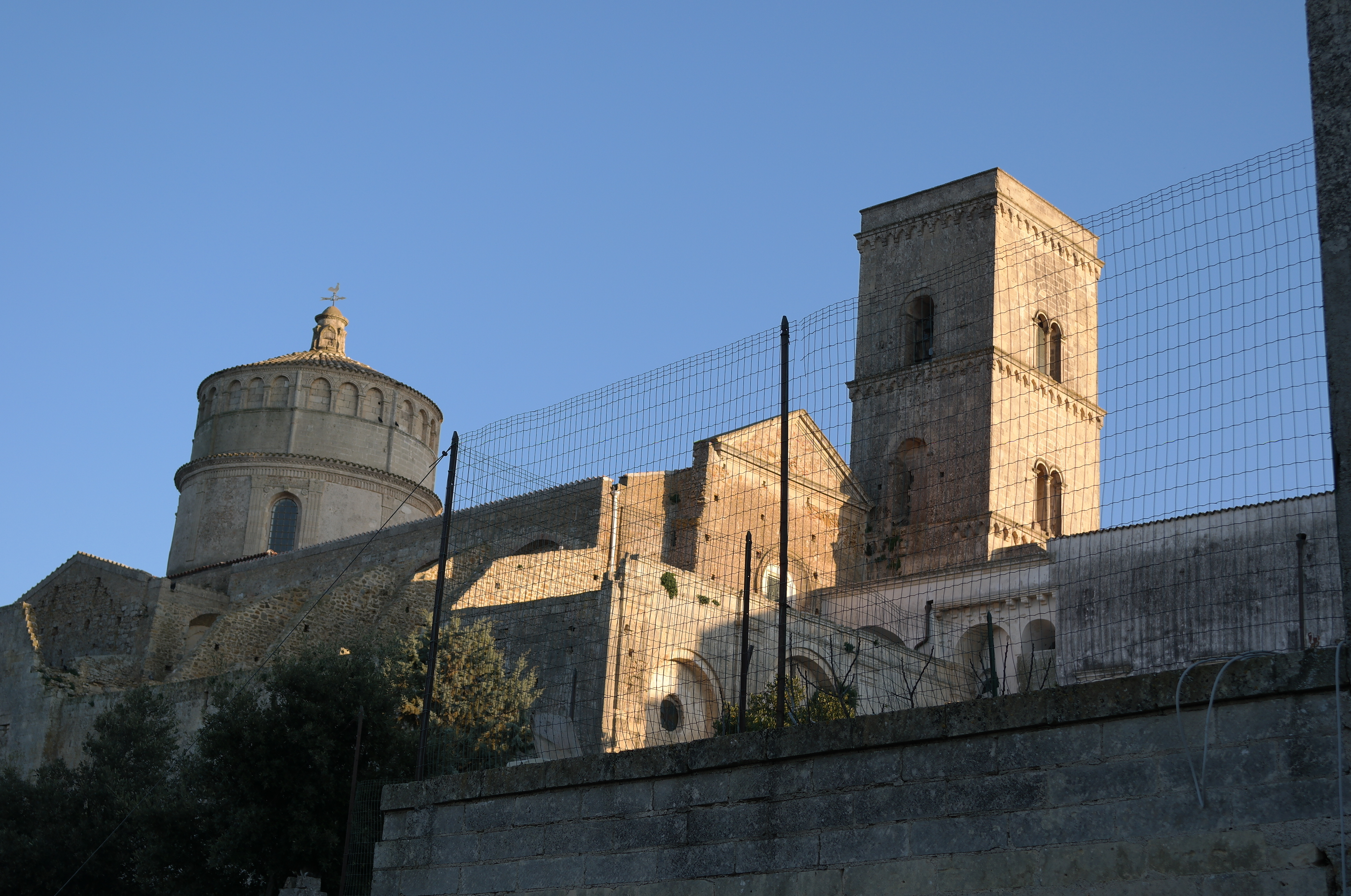
Esterno della chiesa dell'Abbazia

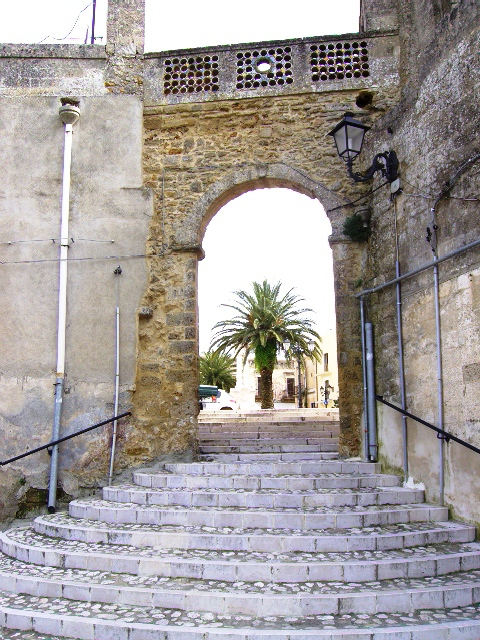
Porta S.Angelo.

#### L'Abbazia benedettina di San Michele Arcangelo

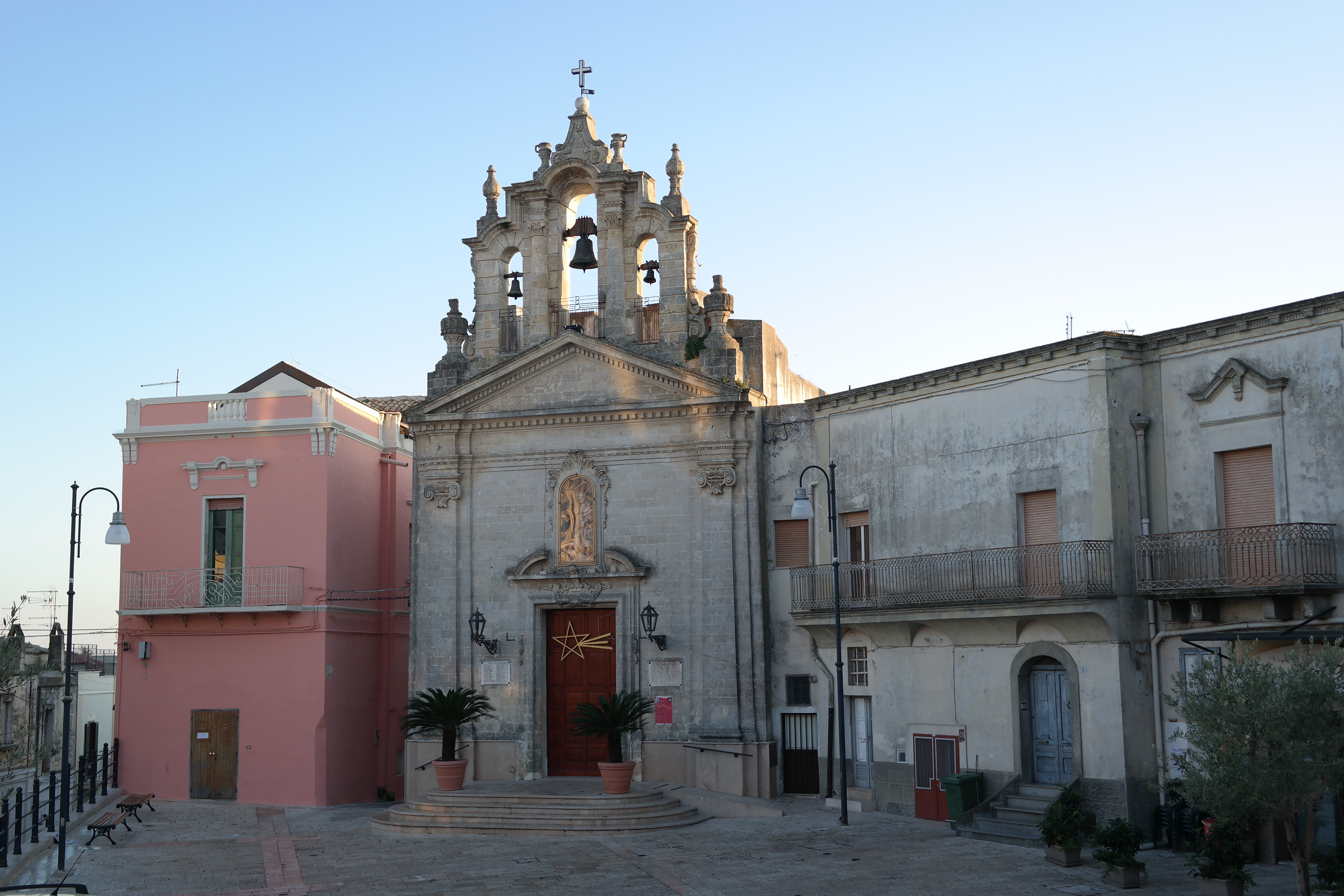
Chiesa di San Rocco, sita in piazza Roma

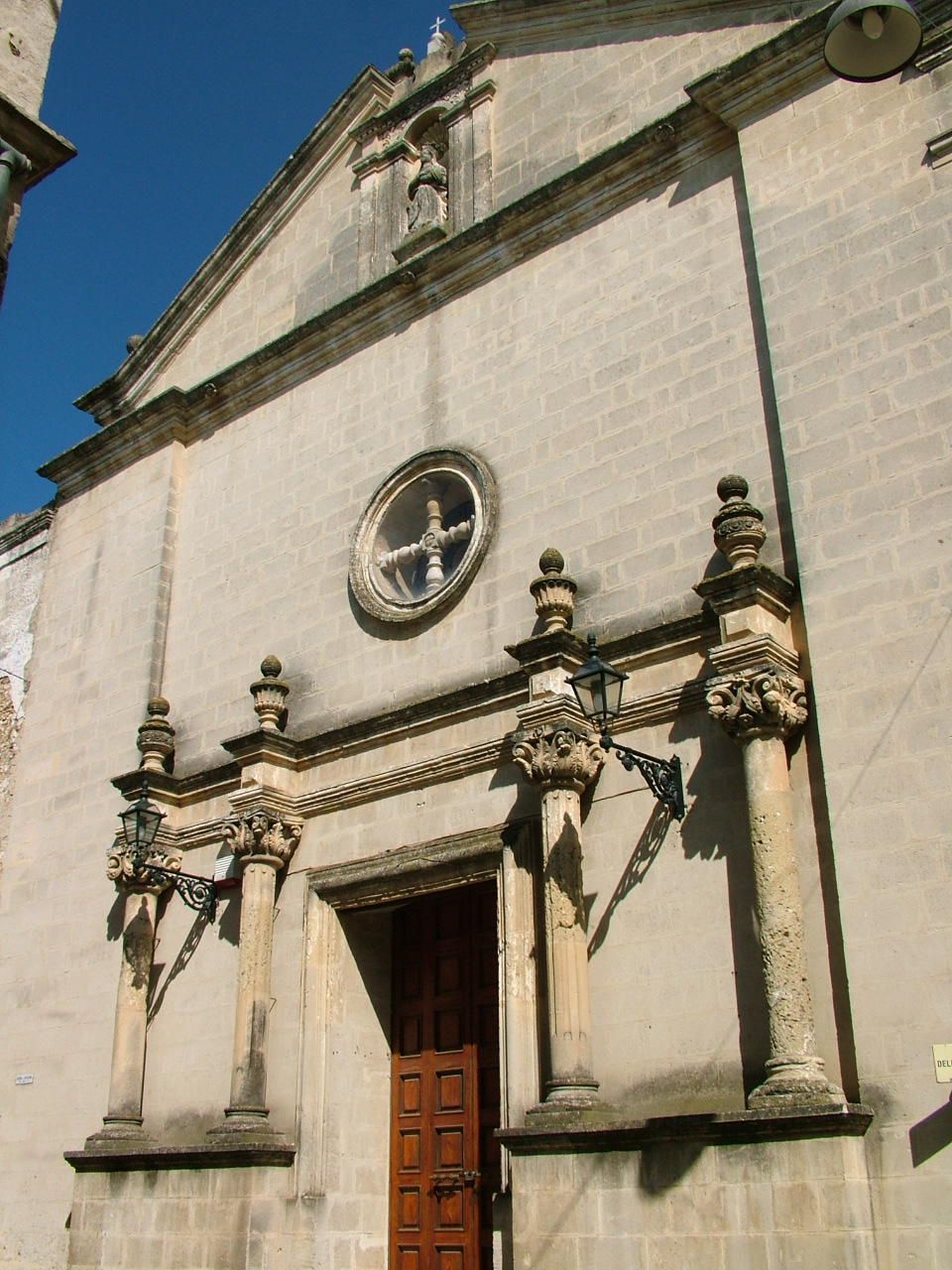
Chiesa del monastero della SS. Concezione

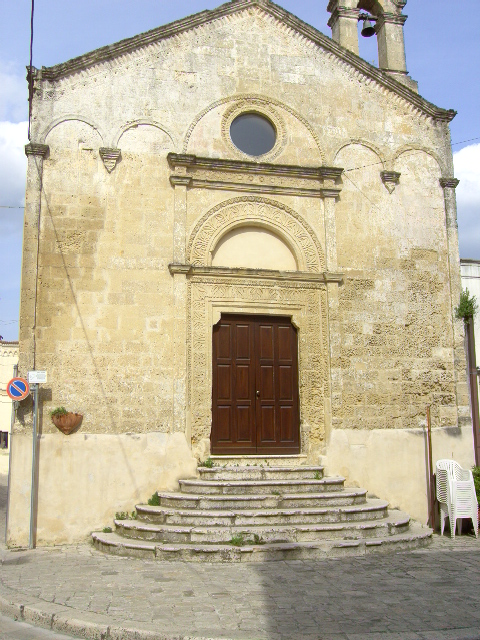
Chiesa della Madonna delle Grazie, già Santa Maria in Platea

L'abbazia, risalente al XII secolo, è dedicata a san Michele Arcangelo. L'immenso portale della chiesa e quelli del monastero sono stati realizzati da Altobello ed Aurelio Persio. Il campanile, di stile normanno, presenta due bifore per ogni lato, ed a fianco il tiburio cilindrico con sovrapposta lanterna. Nel pronao ci sono resti dell'antica costruzione. Fu trasformata a partire dal 1590: le navate laterali diventarono quattro cappelle per lato. Presenta una cupola cilindrica completata nel 1650 e soffitti a botte. Sulle pareti stanno emergendo affreschi del Seicento della scuola del Donadio. Il coro ligneo e il maestoso altare maggiore in marmo, che un tempo adornavano la chiesa, ora si trovano rispettivamente nella chiesa del Gesù a Lecce e nella cattedrale di Matera.

#### La chiesa di San Rocco
La chiesa, risalente al XVI secolo, è dedicata a San Rocco. Si trova in Piazza Roma, in un'area in cui furono ritrovate già nel XVIII secolo antiche tombe greche: a quel tempo, infatti, l'edificio si trovava all'esterno del nucleo abitato, e si può quindi supporre che i terreni circostanti venissero utilizzati come cimiteri. È a pianta rettangolare e la facciata è coronata da un campanile. Conserva la statua di San Rocco proclamato patrono di Montescaglioso nel 1684. È stata costruita agli inizi del XVI secolo ed era usata per le sepolture. Fu danneggiata dal terremoto del 1827 e restaurata successivamente con la costruzione delle volte in pietra e di una nuova facciata. Custodisce dipinti ad olio del Seicento e del Settecento.

#### Il convento di Sant'Agostino
Il convento è dedicato a Sant'Agostino e risale al XIV secolo. Tre archi permettono di accedere al portico della chiesa eretta nel Quattrocento in cui si era insediata una piccola comunità monastica. Il complesso, di grandi dimensioni, è suddiviso in tre livelli: un piano interrato organizzato come una grande cantina per la lavorazione dell'uva e per la raccolta dell'acqua in grandi cisterne, un piano terra dove, oltre alla chiesa, erano collocati il refettorio, la cucina con un grande camino a camera ed i depositi, ed infine al piano superiore c'erano la biblioteca ed i dormitori. Nella chiesa tra le svariate opere d'arte conservate meritano una particolare menzione una tela San Giovanni Battista datata al 1493, altare in marmo policromo, organo e cantoria barocca. L'arredo interno è in stile settecentesco.

#### La chiesa Santa Lucia

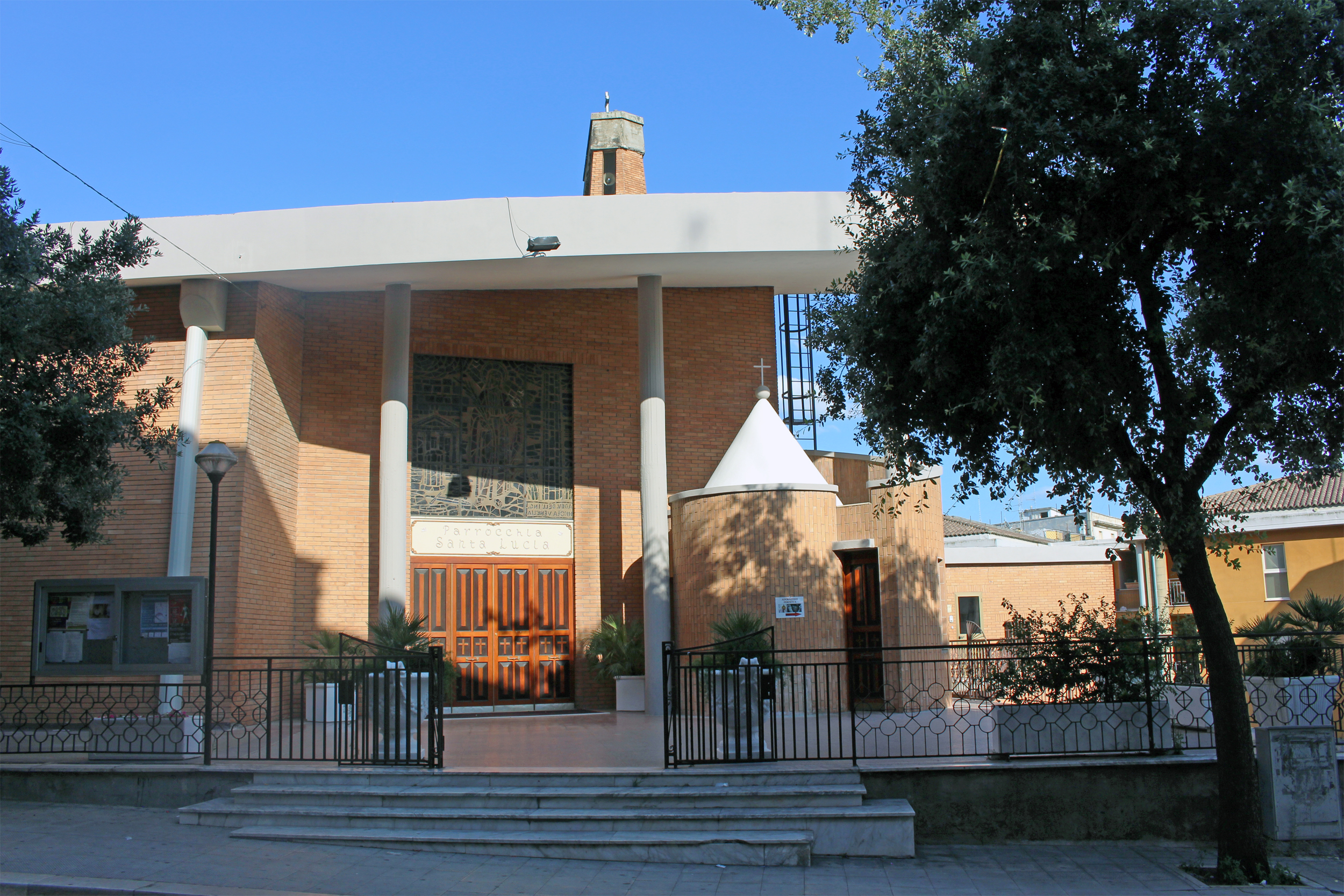
Chiesa di Santa Lucia a Montescaglioso

Costruita in stile moderno è la seconda Parrocchia della Città.
Presenta due statue la Vergine Siracusana sulla parte posteriore e la statua raffigurante il cappuccino Pio da Pietrelcina.
Appartengono alla Parrocchia circa 6.000 persone della città Montese.
Fa parte della Parrocchia di Santa Lucia anche il Convento dei Cappuccini.

#### Altri luoghi di culto
- La chiesa di Santo Stefano dell'XI secolo
- Il convento femminile della SS. Concezione del XVI secolo
- Il convento dei Padri Cappuccini del XVI secolo
- Santa Maria del Vetrano XVI secolo
- La chiesa di Santa Lucia dell'XI secolo
- La chiesa della Madonna delle Grazie del 1065, già S. Maria in Platea
- La chiesa della Madonna della Nuova dell'XI secolo
- Sala del Regno dei Testimoni di Geova, Viale A. Moro

#### Le chiese rupestri
Particolare rilevanza storica e culturale meritano gli insediamenti rupestri presenti sul territorio all'interno del Parco della Murgia Materana. Il santuario della Madonna della Murgia rappresenta la chiesa più importante del patrimonio rupestre di Montescaglioso. Si caratterizza per i due altari, il maggiore contraddistinto da un grande crocifisso, il minore da un bellissimo affresco raffigurante la Vergine con il Bambino. Esternamente intorno all'area su cui fu costruita la chiesa, è possibile vedere ancora oggi le tracce di un'antica necropoli scavata nel tufo, La necropoli altomedievale della Loe.
Numerose le cripte, dislocate tra Murgia S. Andrea e l'insediamento rupestre dell'Aloe: cripta Scaletta, cripta S. Andrea, cripta Canarino, tutte risalenti al IX-X secolo, e le recenti cripte di Cozzo S.Angelo (datata tra metà dell'XI secolo e i primi decenni del XII secolo) e del Paratiello entrambe scoperte nel 2000 da due operatori del C.E.A..

### Architetture civili

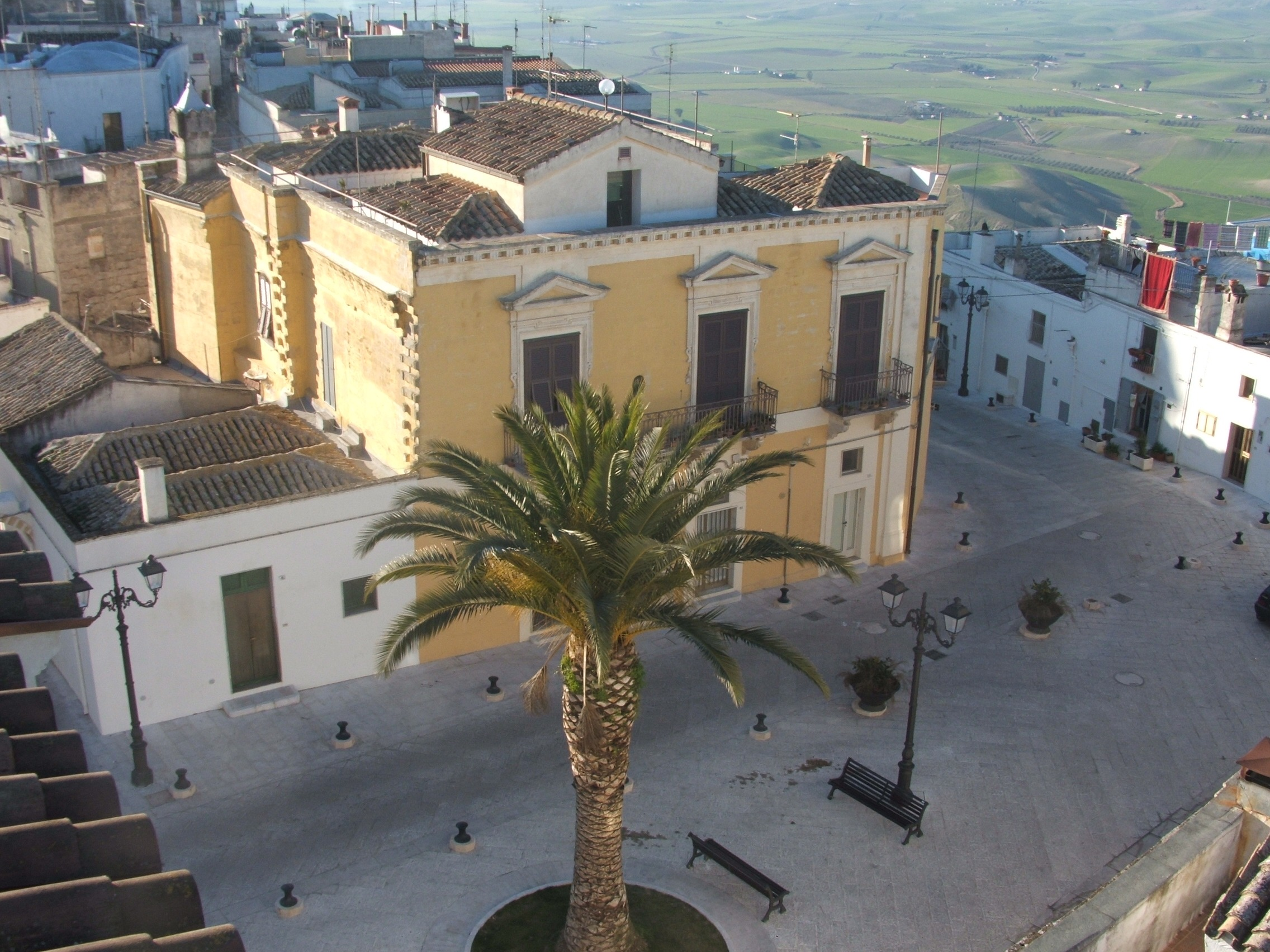
Palazzo Caldone

#### Palazzi
- Palazzo Caldone, del XIX secolo
- Palazzo Petrelli
- Palazzo dei Garbellano e dei Cifone
- Palazzo D'Alessio, metà del XVIII secolo
- Palazzo Antodaro
- Palazzo Principi Lucchesi Palli
- Palazzo dei Salinari
- Palazzo della famiglia Contuzzi datato 1612 con relativo stemma araldico della famiglia, discendente dagli Aragonesi

#### Piazze

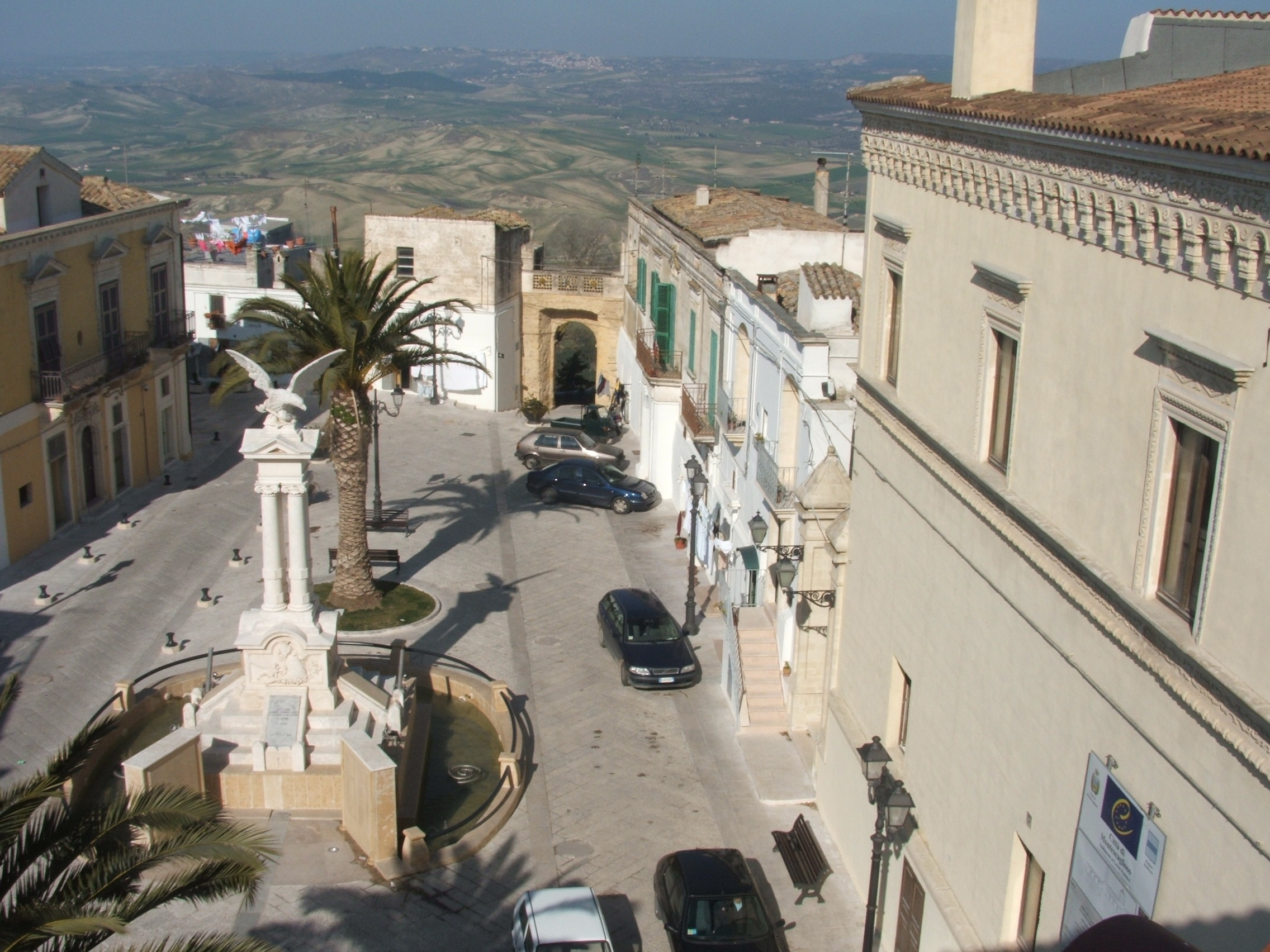
Piazza del Popolo. Sulla sinistra, Palazzo Caldone, in fondo porta sant'Angelo, e nel centro il monumento ai caduti

- Piazza Roma
- Piazza del Popolo
- Piazza Giovanni Paolo II
- Piazza Tomas Ditaranto
- Piazza Racamato
- Piazza Padre Prosperino Gallipoli
- Piazzetta Mianulli

#### Monumenti
- Obelisco di san Rocco

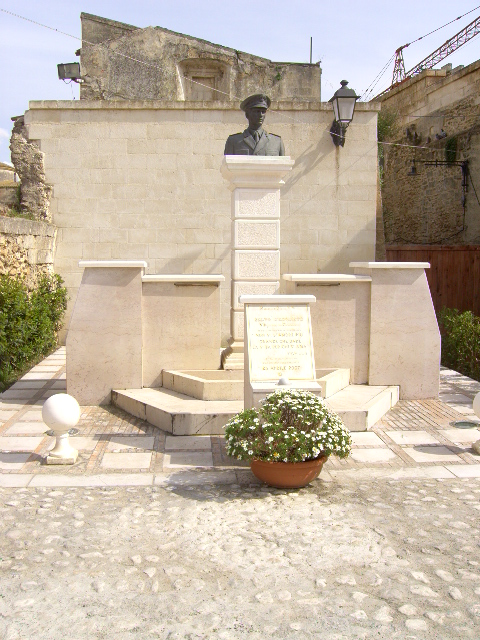
Busto di Salvo D'Acquisto

- Statua della Madonna del Cammino su Monte Vetere
- Statua in bronzo in onore a Giuseppe Novello
- Busto in onore di Salvo D'Acquisto
- Monumento ai caduti a piazza del Popolo
- Statua in onore di Padre Pio

### Architetture militari

#### Il castello normanno
Eretta dai Maccabeo sul finire dell'XI secolo a controllo di Porta Maggiore, la roccaforte è organizzata attorno ad un cortile al quale si accede da un portale affiancato da due torri delle quali ne esiste ancora una. Nell'ala est si conserva la torre più alta, a pianta quadrangolare, resa irriconoscibile da trasformazioni recenti. Al castello è annessa la chiesa di Santa Caterina.
Al piano terra si conservano cisterne, depositi, un giardino pensile, le stalle ed un portico, attualmente chiuso. Il castello è stato posseduto da vari feudatari del paese: Roberto, nipote del Guiscardo, i Maccabeo, Goffredo di Lecce, Enrico di Navarra, fratello della regina Margherita, Ugo de Maccla, i Sanseverino, Bertoldo di Hoemburhg, Manfredi (al quale era stato donato dal padre Federico II di Svevia), Pietro di Beamount, Giovanni di Montfort-Castres, i del Balzo, gli Orsini ed i Grillo-Cattaneo. Agli inizi del XVII secolo, acquisita con il feudo dai Grillo, la roccaforte è stata trasformata in comodo palazzo. L'edificio è restaurato e le volte delle ampie camere del piano superiore sono affrescate.
Nel 1857 viene demolito il braccio che collega l'edificio a Porta Maggiore e la facciata sul Corso viene ricostruita in stile neomedievale, con merli e garrite. Tra il 1960 e 1964, è demolita tutta l'ala meridionale ed una delle due torri dell'ingresso.

#### Le porte e le torri
- La cinta normanna rimarrà invariata fino alla metà del XIX secolo, quando avrà inizio la demolizione delle mura. Le porte erano sei. La più importante porta Maggiore fu demolita nel 1868.
- Attaccata al castello, era unita ad una grande torre nei secoli XIV-XV, ancora esistente e visibile solo da via Pitagora. Verso est, un altro varco era porta Schiavoni affiancata da una torre merlata. Travolta da una frana nel 1693, crollò definitivamente nel 1882. C'era poi porta Carrera, molto piccola ed aperta dai monaci nelle fortificazioni dell'abbazia.
- A Nord Porta S.Angelo (l'unica ancora esistente) che si apriva sulla piazza antistante l'Abbazia. Ad ovest Porta Pescara, dal nome della contrada sottostante. L'ultimo varco era la Portella, presso il convento di Sant'Agostino, demolita intorno al 1880.

### Aree naturali

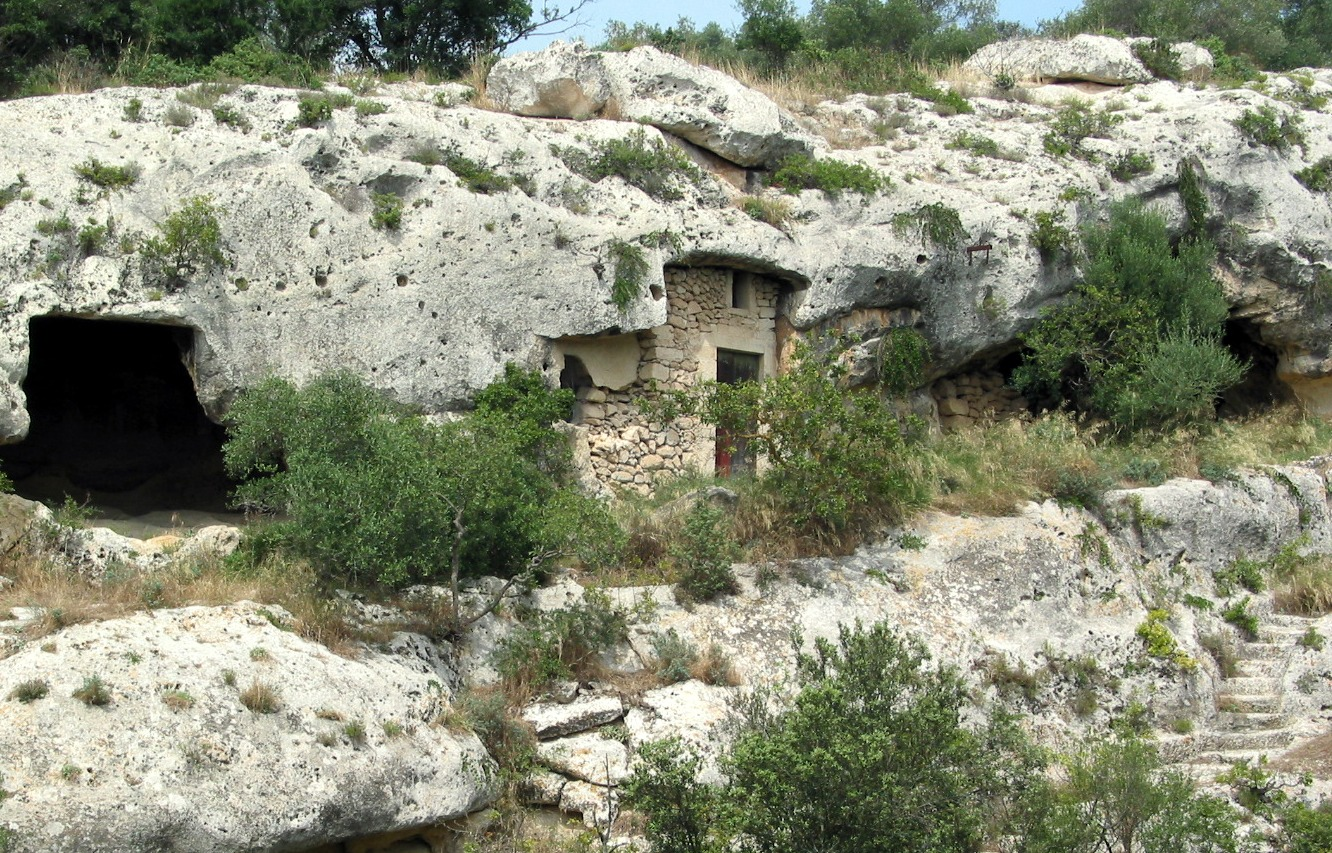
Il santuario della Madonna della Murgia, nella Murgia di Montescaglioso

- Difesa S.Biagio: Area boschiva di circa 700 ettari con una rilevante importanza storica e di biodiversità[38]
- Villa Comunale Baden Powell
- Parco della Murgia e delle Chiese Rupestri del Materano[39]
- Pianelle Centro Visita: Area naturale comprensiva di ampia aula didattica, una piccola biblioteca e le attrezzature, quali servizi igienici e angolo cottura, per attività realizzate per l'intera giornata.[40]

## Società

### Evoluzione demografica
Abitanti censiti

Pre Unita d'Italia

### Popolazione
Tra il primo censimento ufficiale del 1861 e quello del 2011, la popolazione di Montescaglioso è aumentata del 45%, passando da circa 7.000 a oltre 10.000 abitanti. Tuttavia, a partire dagli anni '90 la crescita demografica si è arrestata, con una progressiva diminuzione dovuta a fenomeni migratori verso il Nord Italia, principalmente per motivi occupazionali e di studio. Al dicembre 2015 la popolazione risultava pari a 9.941 abitanti, mentre al 30 aprile 2025 è scesa a 9.187. In epoca postunitaria Montescaglioso era il secondo centro della provincia di Matera per numero di abitanti, dopo il capoluogo; oggi è il quinto, superato da Pisticci, Policoro e Bernalda.
- Fino al 1932 il territorio di Metaponto faceva parte del comune di Montescaglioso e di Pisticci, in seguito fu assegnato al comune di Bernalda[44]

### Etnie e minoranze straniere
Gli stranieri residenti, a gennaio 2024, risultano pari a 681 unità (344 maschi e 337 femmine) pari al 7% della popolazione residente. Le principali comunità rappresentate sono le seguenti:
- Albania, 336 - 3,63 %
- Romania, 148 - 1,60 %
- Egitto, 26 - 0,28 %
- Marocco, 24 - 0,26 %
- India, 17 - 0,18 %
- Stati Uniti d'America, 9 - 0,10%

### Lingue e dialetti

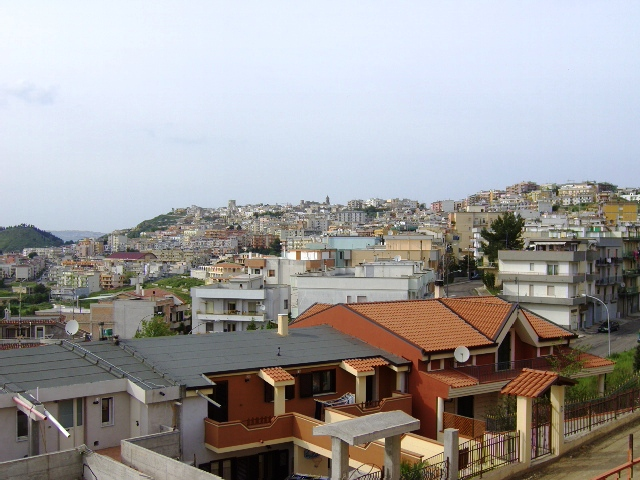
Una vista di Montescaglioso

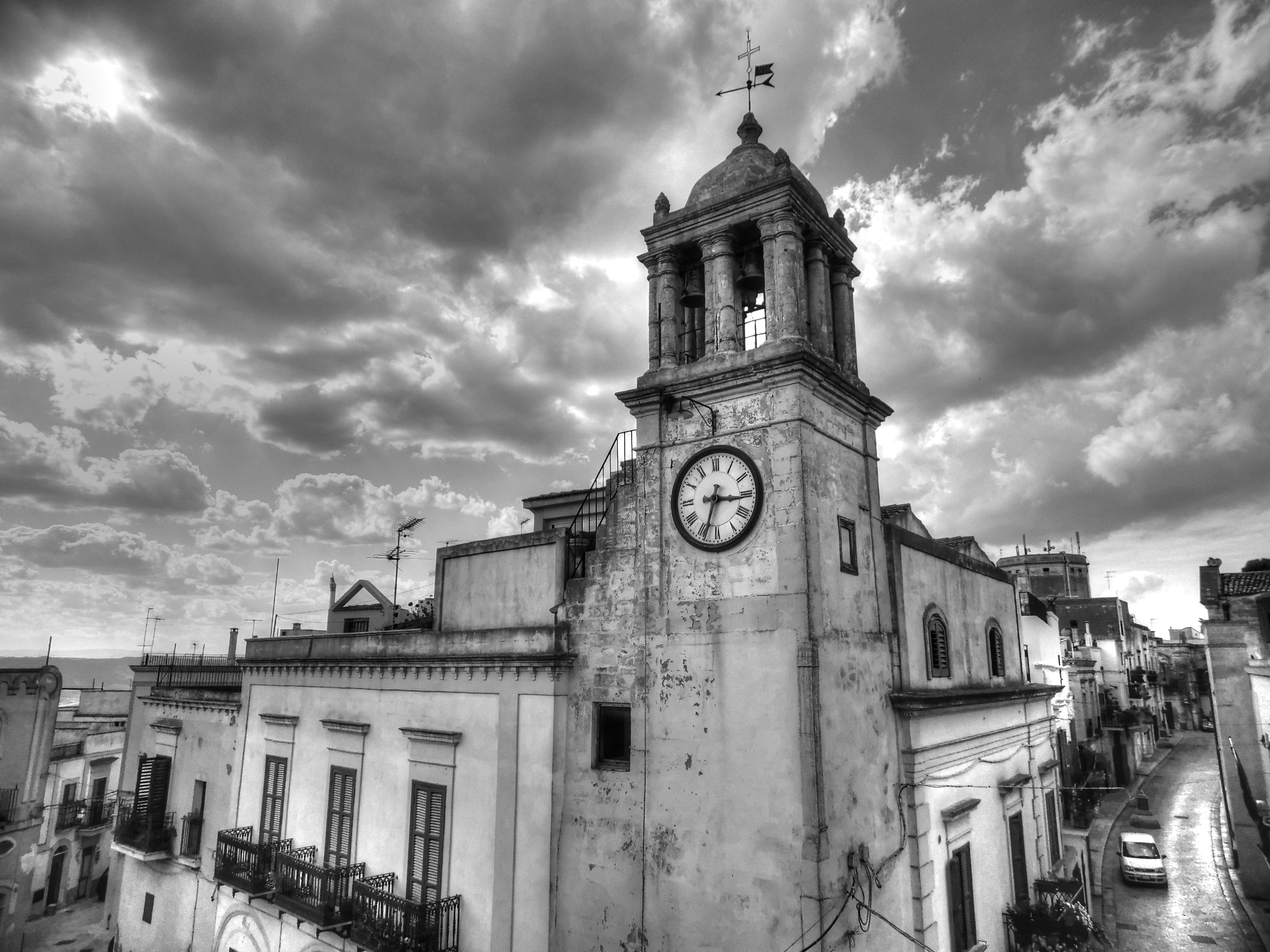
Campanile Orologio

Il dialetto è sicuramente uno dei punti focali della identità di Montescaglioso. Linguisticamente può essere inglobato nella grande famiglia dei dialetti medi meridionali, presenta affinità con il dialetto pugliese della zona del tarantino, trovandosi il comune al confine fra la provincia materana e quella pugliese.
Un dialetto molto forte, quello di Montescaglioso, dalle sonorità che a volte sembrano rievocare il francese, la lingua di uno dei popoli che nella storia hanno occupato il nostro Mezzogiorno. Una peculiarità del dialetto montese è quella di eliminare le vocali soprattutto le o le u e le i nella pronuncia di alcune parole:
- «fenéstre'» (finestra)
- «purtòne'» (portone)
- «vòlpe» (volpe)
- «lunedì»

### Religione
Montescaglioso appartiene all'Arcidiocesi di Matera-Irsina.

### Tradizioni e folclore
- Festa Patronale di San Rocco (18-19-20 agosto), è legata al culto dei Santi Patroni: San Rocco e Maria SS. Assunta. Il giorno 20, in mattinata, si snoda una lunga processione, mentre, in serata vi è il tiro del carro trionfale da parte di sette cavalli.
- La notte dei Cucibocca si svolge il 5 Gennaio ed è caratterizzata dalla sfilata di alcuni personaggi vestiti con un lungo mantello, barba e cappello, ed ai piedi una catena, il cui intento è spaventare i bambini che non si comporteranno bene[47].

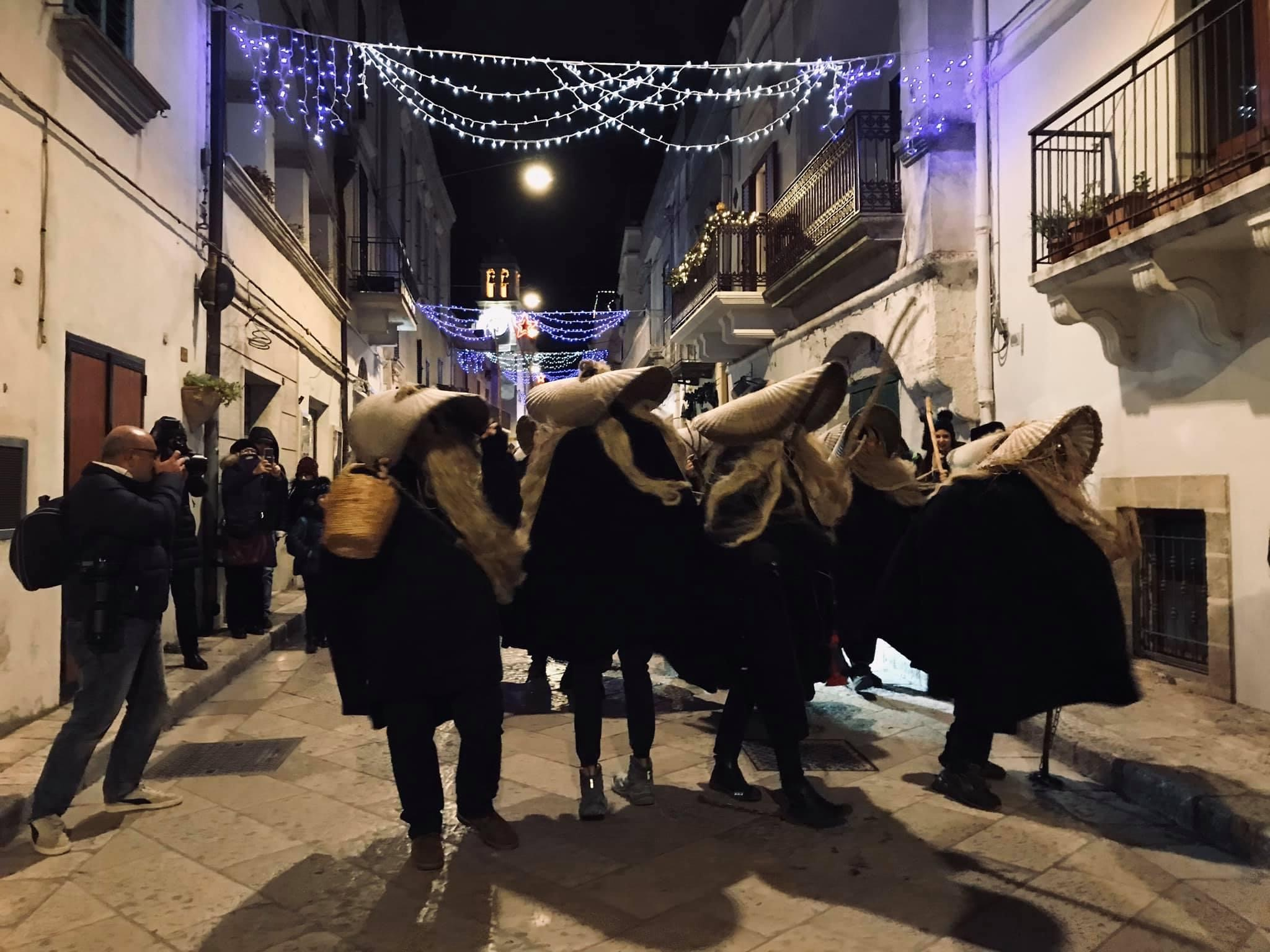
La notte dei Cucibocca

- Falò in onore di San Giuseppe (19 marzo) è un’antica tradizione strettamente legata al mondo agropastorale ed ai cicli agricoli.

- La cavalcata del Borbone (1ª domenica di settembre) è una rievocazione storica della visita a Montescaglioso nel 1735 di Carlo di Borbone[48]

- Il Carnevale Montese (1ª 2ª domenica di carnevale e martedì grasso) è da anni una delle manifestazioni Carnevalesche più note in Basilicata.[49]. L'evento è strutturato in tre giornate in cui sfilano maschere ed i carri allegorici, e si conclude la sera del martedì grasso.

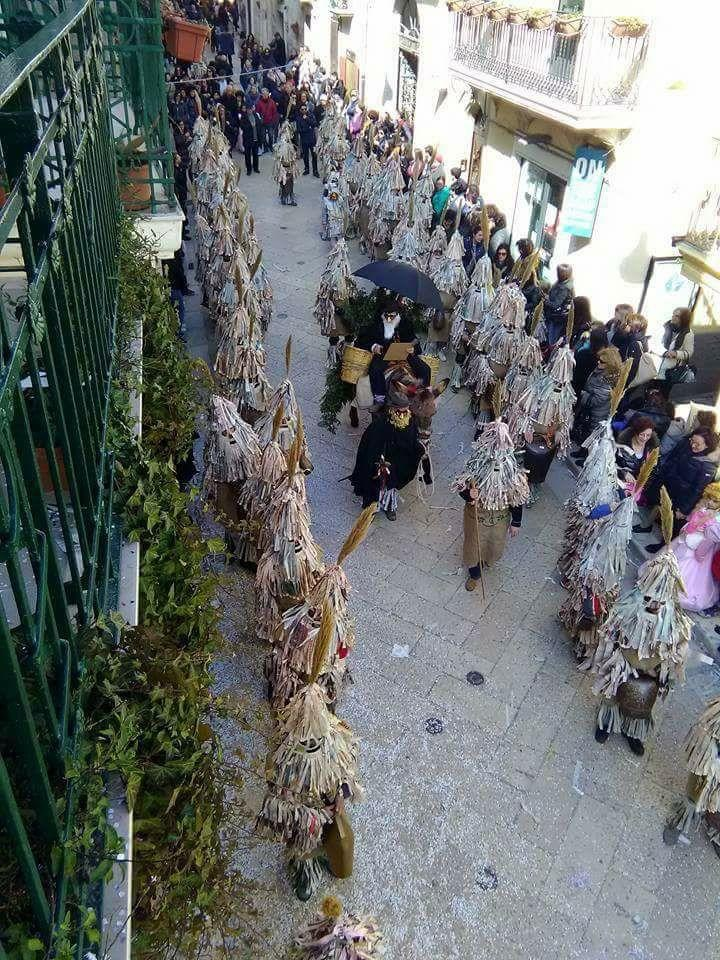
Carnevalone montese

Il Carnevalone si svolge la mattina del martedì grasso, con la sfilata di gruppi mascherati che indossano vestiti di juta, adornati con striscioline di carta di giornale. È strettamente legato all'evento del Carnevale.
- Riti della settimana Santa. Il venerdì Santo a Montescaglioso si snoda una lunga processione delle statue dei sacri misteri. In ogni chiesa si svolgono le tradizionali cantilene.

### Istituzioni, enti e Associazioni
- Associazione antiracket Falcone-Borsellino[50]

## Cultura

### Biblioteche

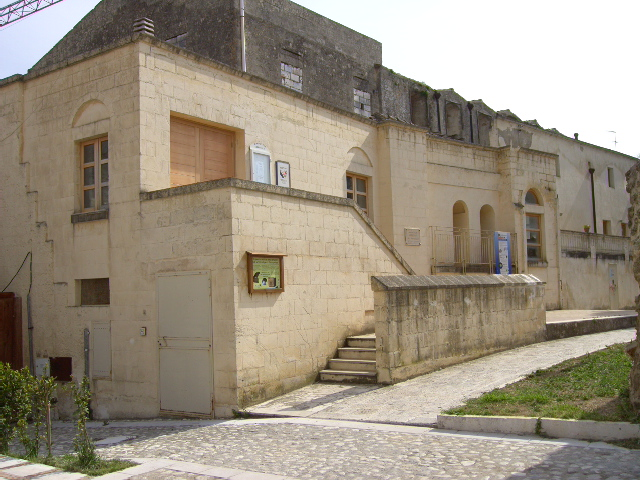
Biblioteca "Vivarelli" di Montescaglioso.

- Biblioteca Comunale "Pia Vivarelli", ha la propria sede nel monastero della S.S Concezione, insieme al Centro di Educazione Ambientale (C.E.A). È composta da una serie di locali adibiti a diverse attività: un ufficio di accoglienza e informazioni, un'aula informatica, possibilità di connessione ad internet wireless, ed una zona studio che conta circa 5000 volumi catalogati per argomento ed altri 200 libri gestiti dal C.E.A su temi riguardanti l'ambiente. Attualmente è in corso un progetto di ulteriore miglioramento dei servizi offerti, con la realizzazione di una mediateca con servizi multimediali[51][52];
- Biblioteca del Convento dei padri cappuccini.

### Scuole
Dopo la chiusura della succursale del Liceo Scientifico "Dante Alighieri" di Matera, il comune di Montescaglioso non dispone più di istituti di istruzione secondaria di secondo grado. Attualmente sono attive due scuole dell’infanzia, due scuole primarie ("Don Liborio Palazzo" e "Salvo D’Acquisto") e una scuola secondaria di primo grado intitolata a Carlo Salinari. Dal 2011 tali istituti sono riuniti nell’Istituto Comprensivo "Palazzo-Salinari".

### Musei

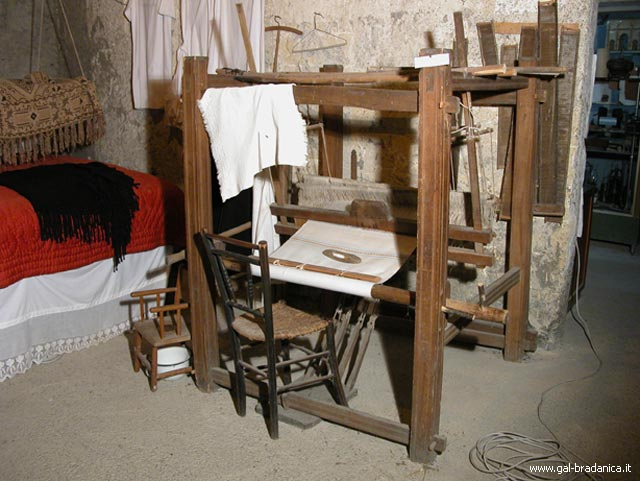
Telaio all'interno del Museo.

- Museo della Civiltà Contadina (ubicato in alcuni locali dell'Abbazia).

### Teatri

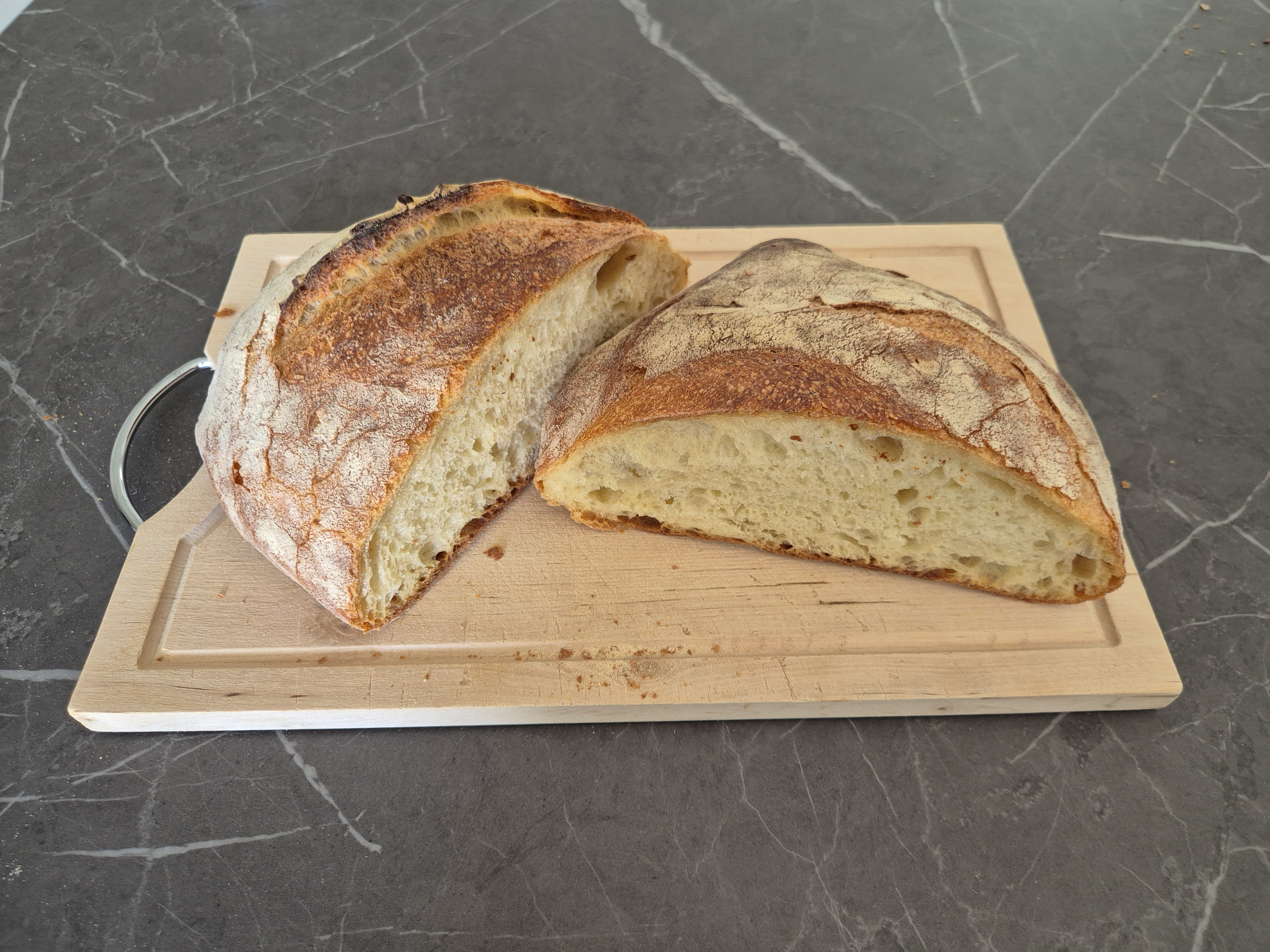
Pane di Montescaglioso

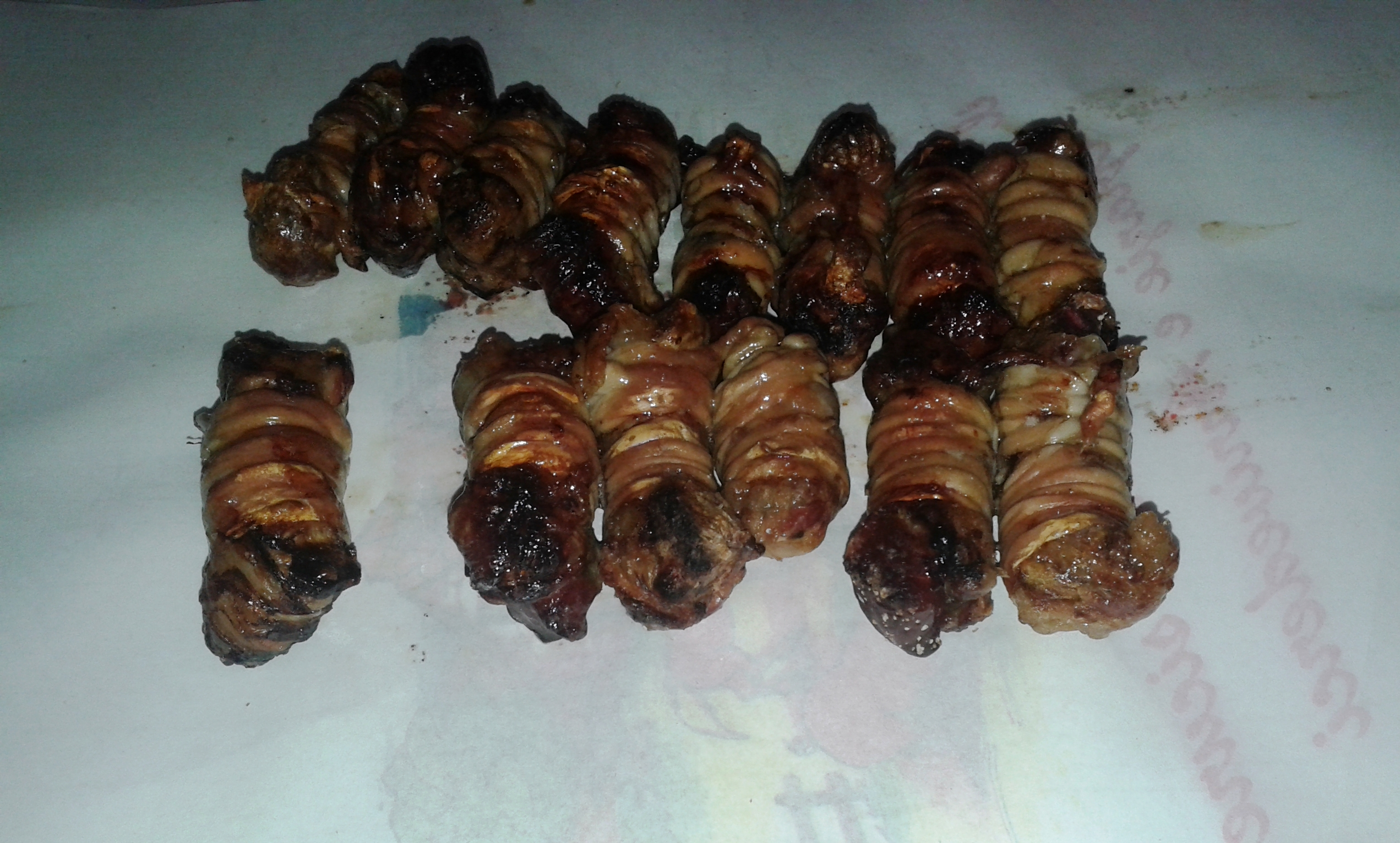
Gnummuriedd

- Cine-Teatro N.Andrisani

### Cinema
- Il demonio, diretto da Brunello Rondi (1963). Alcune scene del film sono girate nell'Abbazia e nei dintorni del centro storico.[53]
- Il ragioniere della mafia, diretto da Federico Rizzo (2013). Alcune scene sono state girate nell'estate del 2012 lungo il corso principale e nell'Abbazia San Michele Arcangelo.[54]
- Noi e la Giulia, diretto da Edoardo Leo (2015). Alcune scene sono state girate nel centro storico.[55]
- Moschettieri del re - La penultima missione, diretto da Giovanni Veronesi (2018). Alcune scene del film sono girate nell'Abbazia.[56]
- Tulipani - Amore, onore e una bicicletta, è un film commedia del 2017 diretto da Mike van Diem[57]
- La promessa dell'alba, diretto da Éric Barbier (2017). Alcune scene del film sono girate nella storica piazza Roma e nei dintorni del centro storico.[58]
- Imma Tataranni - Sostituto procuratore (2021). Alcune scene della serie televisiva sono state girate nell’aprile 2021 nei dintorni del centro storico.[59]

### Cucina
La cucina montese è tradizionalmente semplice come nel resto della regione. Si fa, infatti, largo uso di verdure e legumi (fave, lenticchie, ceci e in minor quantità di circerchie). Il tipico piatto contadino è a' "cialledd" a base di pane bagnato fatto a pezzi e condito con olio, pomodori e aglio. Tra i primi piatti tipici, troviamo "l'rcchtedd" (le orecchiette) o "l'maccarun" (maccheroni) e cavatelli fatti a mano e conditi con ragù d'agnello, o vitello, o le classiche tagliatelle ai ceci, senza dimenticare il tradizionale "fafett' e ciucuer'" (fave e cicorie). Tra i piatti a base di carne troviamo l'gnummuriedd, involtini di interiora (soprattutto di agnello) insaporiti con spezie di vario genere, e cotti alla brace o al forno ed infine fiore all'occhiello della tradizione culinaria montese sono "l'brasciol d' cavadd" (involtini di cavallo) carne ricchissima di ferro.
I dolci tipici, di tradizione comune anche in altre zone lucane e pugliesi, sono le famose pettole, "l'cartagghiat" (cartellate), "l'prciedd", e l'struffl, frittelle fatte in casa e zuccherate a piacere.
Piatti tipici montesi sono:
- Orecchiette al ragù d'agnello
- Cavatelli alla lucana
- Spaghetti e fagioli
- Cialledda - minestra a base di pane, pomodori maturi, cipolle, prezzemolo, olio d'oliva, pecorino e peperoncino
- Carni ovine e caprine in umido e alla brace

#### DOC e DOP
- Il vino Matera DOC
- L'olio extravergine d'oliva DOP "Lucano" certicato "Selva Venusio", prodotto utilizzando esclusivamente varietà come Ogliarola (circa il 50 per cento), Majatica e Coratina (con percentuali fino al 30 per cento), Frantoio e Leccino per la restante parte.[61]

## Geografia antropica

### Urbanistica

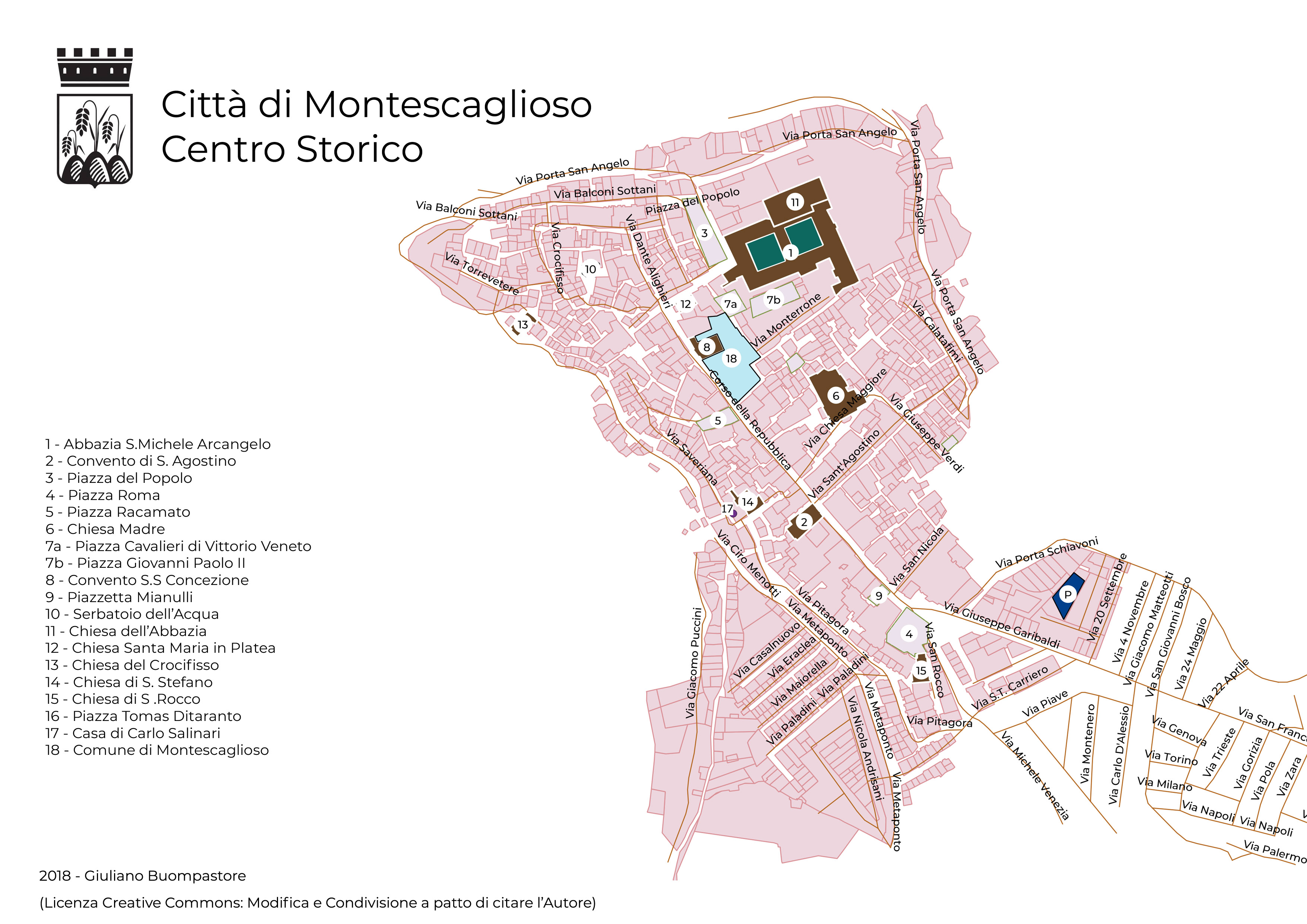
Centro Storico

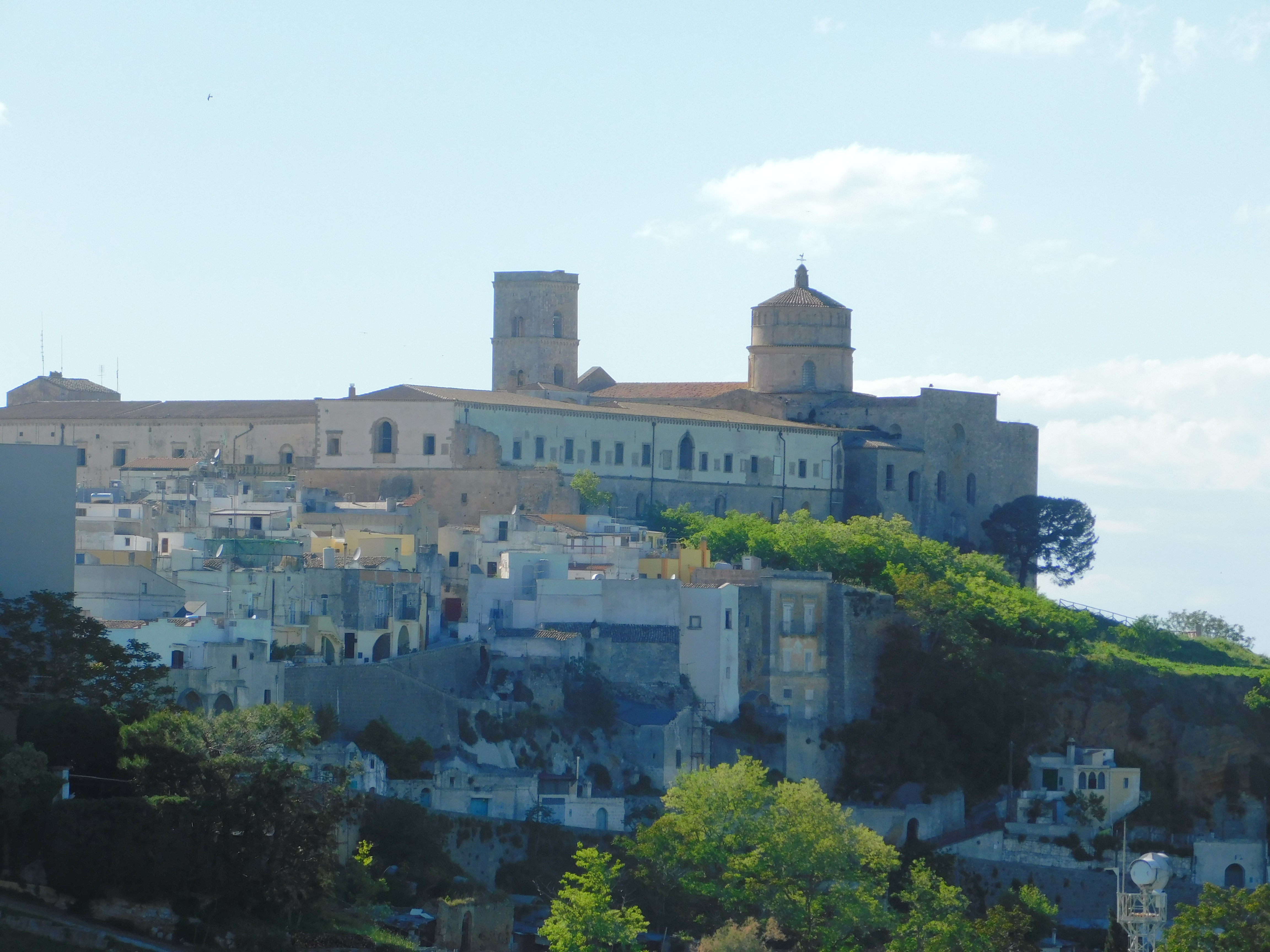
Vista Centro Storico di Montescaglioso

L'impianto urbanistico si presenta con una particolare forma a farfalla in cui è possibile individuare tre distinte aree che convergono sulla piazza centrale (Piazza Roma) che rappresenta il limite netto tra il centro storico e il resto del paese.
Il primo nucleo del paese, l'attuale centro storico, è dirupato sulla gravina di Matera e si è sviluppato intorno all'Abbazia. Esso è caratterizzato da un importante patrimonio di chiese e monumenti. La parte nuova del paese si è sviluppata a partire dalla "Porta Maggiore" (la porta d'ingresso da Piazza Roma) lungo l'attuale Via Garibaldi.
Anche se non esistono effettivamente dei quartieri ben definiti, è possibile individuare alcune distinte aree urbane attraverso le quali è facile definire quale sia stato lo sviluppo urbanistico della città. L'osservatore può comunque notare due zone ben distinte dell'abitato, differenti sia dal punto di vista architettonico che urbanistico: il centro storico e la parte nuova del paese.
La netta linea di confine tra queste due aree è identificabile nelle zone di via Cavour, via Fiume e via Garibaldi dove la vecchia zona lascia definitivamente spazio alle strutture più nuove.
Al momento non è ancora possibile stabilire con precisione il confine esterno della zona nuova, in quanto l'abitato, ancora in forte espansione, tende a sfumare dalla zona del campo sportivo a quella della "Carrera", per perdersi definitivamente in contrada S. Agata.
La contrada "Capo Jazzo"; già sede di un'intensa attività agricola, negli ultimi anni sta assistendo al sorgere di una piccola zona artigianale che si dipana fino alla Strada statale 175 della Valle del Bradano, unico collegamento tra il capoluogo materano e la fiorente zona agricola del metapontino.

## Economia

### Agricoltura
L'economia del paese segue la tendenza di tutto il materano, trovando nel settore primario la maggiore attività produttiva.
Dopo le lotte contadine e le relative leggi di riforma fondiaria si è assistito alla nascita di piccole e medie proprietà. La produzione continua ad essere legata alla conduzione di tipo familiare con una bassissima intensità di capitale. Nell'ultimo periodo si è cominciato ad assistere ad un'inversione di tendenza grazie al sempre maggiore impiego delle macchine agricole.
Va sottolineata l'eccellente qualità dei prodotti agricoli della zona che, oltre a comprendere frutta, verdura, pomodori e ortaggi di ogni tipo, trova nell'olio e nel vino le sue perle più pregiate.
L'olio DOC certificato dall'Associazione nazionale città dell'olio, dal sapore intenso, grazie alla capacità di conservare le straordinarie proprietà organolettiche nel tempo può considerarsi uno tra i migliori al mondo, come, del resto, anche gli altri oli prodotti in tutto il materano.
Il vino, a differenza della più nota produzione lucana dell'Aglianico del Vulture, può essere associato alla famiglia dei Primitivi, anche se nella zona è possibile gustare anche delle ottime qualità di Montepulciano e Merlot. Quello che possiamo definire Primitivo di Montescaglioso è un vino molto corposo, dal colore rosso intenso, che in bocca si presenta rotondo offrendo a chi lo beve la possibilità di assaporarne le varie sfumature fruttate; un vino da abbinare ai saporiti piatti tipici della zona. Altro fiore all'occhiello dell'economia montese è sicuramente la produzione di pane e prodotti connessi, quali focacce e biscotti di varie qualità.

### Turismo
L'ultimo periodo vede un graduale distacco dell'economia montese dalla tradizione di un comune a produzione monosettoriale, infatti si può osservare una lenta crescita del settore terziario, soprattutto legato al turismo. Infatti la riapertura dell'Abbazia Benedettina dopo anni di ristrutturazione, e la riqualificazione di alcune aree del paese, rappresentano i presupposti per inserire il comune nel circuito turistico legato alla Murgia appulo-lucana da un lato e alla Magna Grecia dall'altro. Il comune è noto come la "città dei monasteri" per la presenza dei quattro complessi monastici e ha ottenuto il riconoscimento di comune gioiello d'Italia 2012.

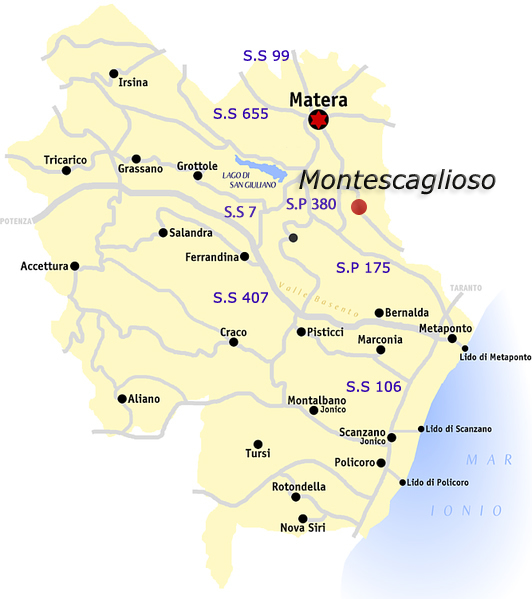
Posizione geografica.

## Infrastrutture e trasporti

### Strade
- Strada provinciale 175 della Valle del Bradano, attraversa il territorio di Montescaglioso e collega Matera alla SP3
- Strada Provinciale 3 (ex S.P 380)
- SP Montescaglioso-Ginosa
- SP Montescaglioso-Matera
- SP Montescaglioso-Pomarico

### Mobilità urbana
Il servizio di mobilità urbana è gestito dalla ditta Oliva e copre anche alcune zone periferiche che si trovano dai 2 ai 4 (circa) km dal centro urbano (Contrada Capojazzo, Zona Carrera, Contrada Molinello). Sono inoltre attivi collegamenti regionali gestiti da Fal e Sita.

### Ferrovie
Dal 1928 al 1972 era in funzione la ferrovia Bari-Matera-Montalbano Jonico a scartamento ridotto delle FAL con la stazione di Montescaglioso, non più esistente.

## Amministrazione
| Periodo          | Periodo           | Primo cittadino            | Partito                                         | Carica       | Note   |
| ---------------- | ----------------- | -------------------------- | ----------------------------------------------- | ------------ | ------ |
| 30 giugno 1970   | 21 marzo 1973     | Tony Bubbico               | PCI                                             | Sindaco      |        |
| 27 marzo 1973    | 1975              | Liborio Didio              | PCI                                             | Sindaco      |        |
| 2 luglio 1975    | 23 settembre 1976 | Domenico Bitondo           | DC                                              | Sindaco      | [ 64 ] |
| 2 ottobre 1976   | 10 dicembre 1977  | Giuseppe Silvaggi          | DC                                              | Sindaco      |        |
| 14 gennaio 1978  | 16 settembre 1978 | Domenico Bitondo           | DC                                              | Sindaco      |        |
| 10 ottobre 1978  | 22 settembre 1979 | Nunzio Nicola Pietromatera | DC                                              | Sindaco      |        |
| 5 ottobre 1979   | 10 giugno 1980    | Antonio Petrozza           | DC                                              | Sindaco      |        |
| 4 agosto 1980    | 26 agosto 1980    | Paolo Venezia              | MSI-DN                                          | Sindaco      | [ 65 ] |
| 5 febbraio 1981  | novembre 1981     | Filippo Bubbico            | PCI                                             | Sindaco      |        |
| 11 luglio 1982   | 1983              | Filippo Bubbico            | PCI                                             | Sindaco      |        |
| 16 febbraio 1984 | 13 gennaio 1986   | Paolo Ventrelli            | PSI                                             | Sindaco      |        |
| 1 febbraio 1986  | 1989              | Filippo Bubbico            | PCI                                             | Sindaco      |        |
| 28 maggio 1989   | 1990              | Rocco Menzella             | PCI/PDS                                         | Sindaco      | [ 66 ] |
| 1990             | 1993              | Rocco Menzella             | PCI/Partito Democratico della Sinistra          | Sindaco      |        |
| 1993             | 1994              | Maria Bubbico              | Partito Democratico della Sinistra              | Sindaco      |        |
| 1994             | 24 maggio 1998    | Emanuele Panarelli         | Alleanza Nazionale                              | Sindaco      |        |
| 24 maggio 1998   | 26 maggio 2002    | Maria Bubbico              | L'Ulivo                                         | Sindaco      | [ 67 ] |
| 26 maggio 2002   | 27 maggio 2007    | Mario Venezia              | Alleanza Nazionale                              | Sindaco      | [ 68 ] |
| 27 maggio 2007   | 21 aprile 2010    | Mario Venezia              | Alleanza Nazionale                              | Sindaco      | [ 69 ] |
| 22 aprile 2010   | 16 maggio 2011    | Vincenzo Zito              | Alleanza Nazionale                              | Sindaco F.F. |        |
| 17 maggio 2011   | 5 giugno 2016     | Giuseppe Silvaggi          | Lista civica Insieme per Monte (PD - IdV - SEL) | Sindaco      | [ 70 ] |
| 5 giugno 2016    | 3 ottobre 2021    | Vincenzo Zito              | Lista civica Rinascita Montese                  | Sindaco      | [ 70 ] |
| 3 ottobre 2021   | in carica         | Vincenzo Zito              | Lista civica Obiettivo comune                   | Sindaco      | [ 70 ] |

### Gemellaggi
- Paterson (NJ)  - Nell’ottobre 2017, Montescaglioso ha ufficializzato il gemellaggio con la città statunitense di Paterson, come testimoniato anche dall’intitolazione reciproca di due strade nei rispettivi centri urbani[71][72] . Paterson infatti, è stato un luogo di emigrazione italiana verso la fine del XIX secolo ed ospita tutt'oggi una vasta comunità di montesi emigrati proprio in quegli anni. Inoltre, nella cittadina americana è presente la San Rocco Society, un'associazione che ha come scopo principale mantenere saldi i rapporti con la madrepatria e preservare le antiche tradizioni.[73]

- Tricarico, dal 2013: sancito il 12 febbraio 2013[74][75] dai presidenti delle Pro Loco, proprio per il simile Carnevalone tradizionale, fra i più noti del Meridione[76].
- Esiste un patto d'azione con Matera (MT) , firmato fra i due sindaci nel febbraio 2017[77].

## Sport
Le società calcistiche di Montescaglioso sono: il Montescaglioso calcio, che milita nel campionato regionale di Eccellenza lucana; la Polisportiva Libertas Montescaglioso, società che milita nel campionato di Prima categoria lucana, assieme all’Ideale Montescaglioso, sorta recentemente.
La squadra locale di pallavolo è la "Vis Severiana" mentre nella pallacanestro il paese è rappresentato dalla "Nuova Athena Club".
Nel comune hanno sede le seguenti società di atletica leggera: Euroatletica 96 Basilicata; Ecosport SB. 2000 Monte ASC.

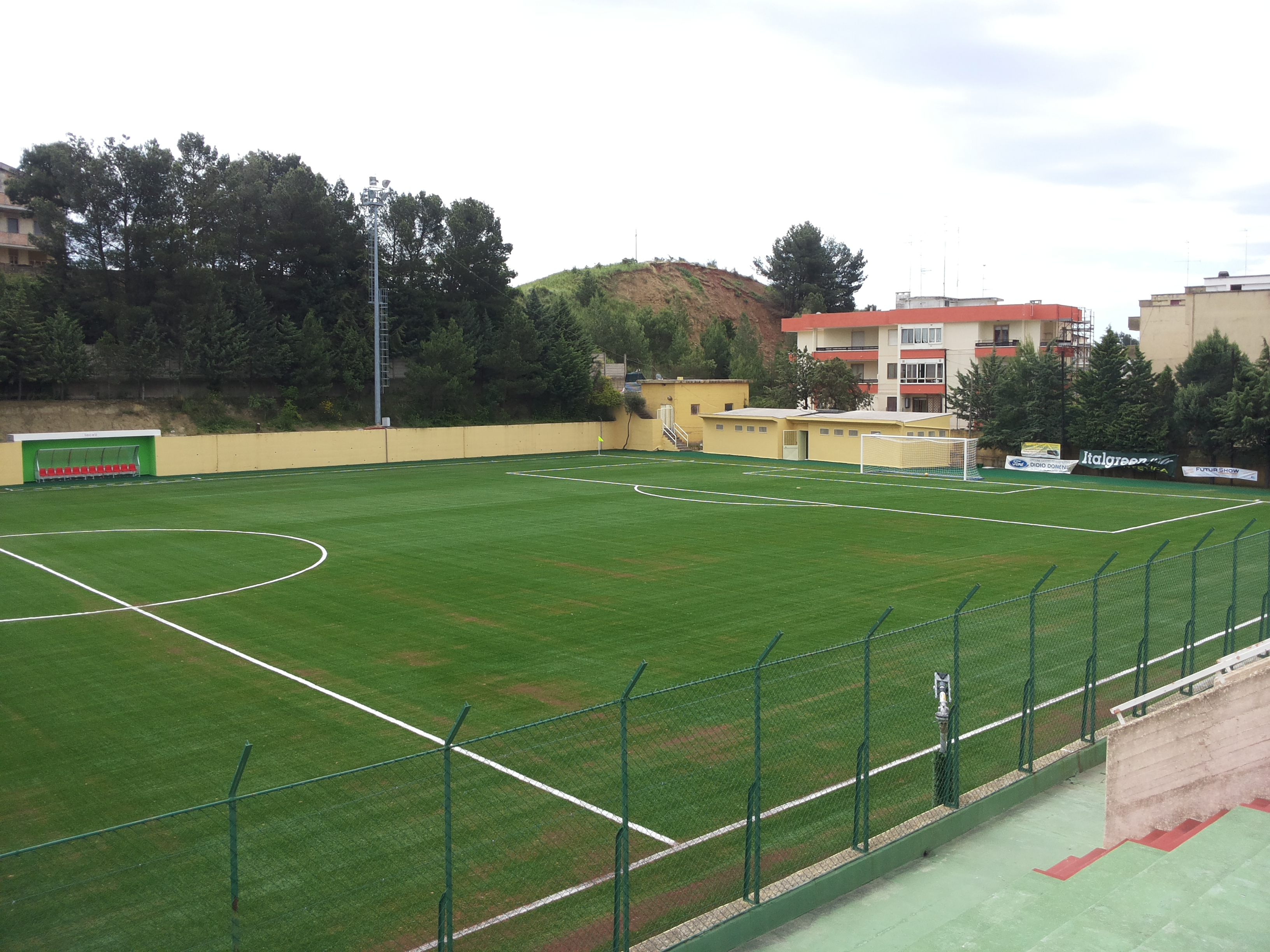
Stadio Comunale di Montescaglioso

### Impianti sportivi
- Stadio Comunale in erba sintetica omologato dalla FIGC, dispone di una tribuna con circa 1500 posti.

- Palauditorium "Karol Wojtyla": la struttura è stata realizzata a metà degli anni 2000, dispone di una piccola pista di Atletica Leggera.

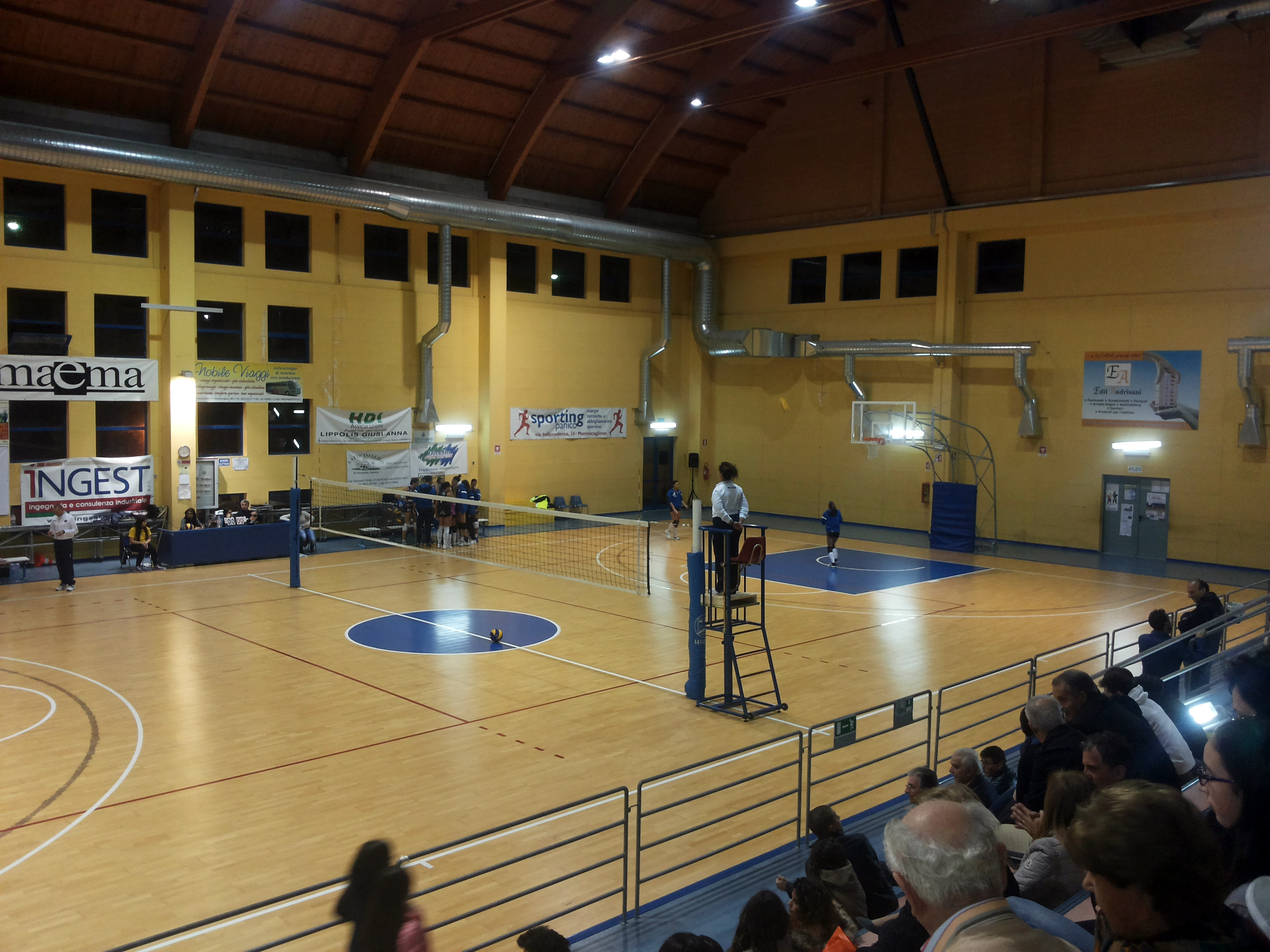
Interno Palauditorium Karol Wojtyla di Montescaglioso